# Liste von Brücken in Hamburg
Mit etwa 2500 Brücken in Hamburg gilt die Stadt als eine der brückenreichsten in Europa. Bedingt ist diese hohe Zahl von Brücken in Hamburg durch seine Lage im Binnendelta der Elbe sowie den Niederungen von Alster und Bille nebst zahlreichen Nebenflüssen, Fleeten und Kanälen. Hinzu kommt der Ausbau des Hafens und dessen Anschluss an ein dichtes Straßen- und Eisenbahnnetz, das die vielen Wasserläufe überbrückt. Eine weitere Besonderheit ist die als Hochbahn ausgebaute U-Bahn, die zu großen Teilen oberirdisch und damit über zahlreiche Brücken durch die Stadt verläuft. Häufig aufgeführte Vergleiche mit anderen brückenreichen Städten wie Amsterdam oder Venedig führen in die Irre, da Hamburg mit 755 km² deutlich größer ist als Amsterdam (219 km²) oder Venedig (414 km²) und alleine dadurch die absolute Zahl höher sein kann.

## Definition und Zählung der Brücken
Eine genaue Anzahl der Brücken in Hamburg ist nicht bekannt. Die Zählung von Brücken gilt schon allein deswegen als schwierig, weil es unterschiedliche Definitionen gibt, was überhaupt eine Brücke ist. Nach dem Hamburger Landesbetrieb Straßen, Brücken und Gewässer (LSBG) gilt als Fahrzeugbrücke, was mindestens eine lichte Weite von zwei Metern, und als Fußgängerbrücke, was eine Stützweite von mindestens fünf Metern hat. Wenn eine Überführung allerdings mehr als 80 Meter Breite hat, so ist sie ein Tunnel. Die Deutsche Bahn hingegen definiert alles, was mehr als zwei Meter Spannweite hat, als Brücke, so dass auch größere Signalausleger über Gleisen dazugehören.
Nach einer offiziellen Statistik hatte die Stadt Hamburg im Jahr 2004 einen Bestand von 2496 Brücken, davon wurden 1256 von dem LSBG betreut, 354 standen als Hafenbrücken unter der Verwaltung der Hamburg Port Authority (HPA) einschließlich der Brücken der Hafenbahn, 477 Brücken gehören zur Deutschen Bahn, 396 zur Hamburger Hochbahn und 13 zur AKN Eisenbahn. Private Brücken, wie zum Beispiel in Hagenbecks Tierpark oder auf Fabrikgrundstücken wurden nicht einbezogen. Hingegen gehören Rohrleitungsbrücken, also die Überbauungen für Fernwärme und Wasserleitungen, oder auch größere Schilderträger über Autobahnen und die Blendschutzbauten über die Flughafenumgehung in Fuhlsbüttel nominell zu diesem Bestand.
Von den etwa 2500 Brücken hatten im Jahr 2007 knapp 400 einen offiziellen Namen. Einige Bezeichnungen sind mit den Namen der Straßen oder Wasserläufe aufgegangen, in deren Verlauf sie liegen, Hafenbrücken dagegen häufig nach einem ihrer Endpunkte benannt, zum Beispiel den Anlegepontons, zu denen sie führen.

## Alphabetische Liste
Namen, die fett geschrieben sind, bezeichnen Brücken im Straßenverzeichnis der Stadt Hamburg, kursiv sind Straßenbezeichnungen nach ehemaligen Brücken über mittlerweile zugeschüttete Kanäle und Fleete oder abgerissene Brücken, die ebenfalls im Straßenverzeichnis vorkommen, sowie fett kursiv für Brückennamen, die nicht im Straßenverzeichnis zu finden sind. Brücken ohne Namen werden nicht aufgeführt.

## A
| Foto | Name, Kurzbeschreibung | Nutzung   | (Erst)Bau     | Stadtteil, Lage                                              |
| ---- | --- | --------- | ------------- | ------------------------------------------------------------ |
|      | Achterdiekbrücke (Hein-Wulff-Brücke) überquert die Gose Elbe zwischen dem Neuengammer Hinterdeich und dem Kirchwerder Hausdeich bei der Ortschaft Achterdiek. Es handelt sich um eine Stahlfachwerkbrücke der Vierländer Bahn, 1977 wurde sie für den Autoverkehr umgebaut und in Hein-Wulff-Brücke umbenannt. | Straße    | 1911          | Neuengamme, Kirchwerder (53° 25′ 42″ N, 10° 12′ 18″ O)       |
|      | Achterweidenbrücke führte im Zuge der Straße Achterweide über den Müggenburger Kanal (Hafenbrücke) | Straße    |               | Veddel (53° 31′ 2″ N, 10° 2′ 27″ O)                          |
|      | Adolphsbrücke (A037) führt über das Alsterfleet | Straße    | 1843          | Hamburg-Altstadt, Neustadt (53° 33′ 2″ N, 9° 59′ 23″ O)      |
|      | Alfredstraßenbrücke Steinbrücke; führt über die Lübecker Bahn und die S-Bahn zwischen den Stationen Landwehr und Berliner Tor. Die Brücke steht unter Denkmalschutz. | Straße    | 1901          | Borgfelde (53° 33′ 31″ N, 10° 1′ 54″ O)                      |
|      | Allermöher Kirchenbrücke führt zwischen Allermöher Deich und Reitbrooker Vorderdeich über die Dove Elbe. | Straße    | 1980          | Reitbrook, Allermöhe (53° 28′ 54″ N, 10° 7′ 43″ O)           |
|      | Alsterbrücke führt im Verlauf der Straße Trillup über die Oberalster | Straße    |               | Lemsahl-Mellingstedt (53° 41′ 0″ N, 10° 6′ 59″ O)            |
|      | Alsterdorfer Brücke Diese Brücke führt im Verlauf des Alsterdorfer Damms über den Skagerrakkanal. | Straße    | 1914          | Alsterdorf (53° 36′ 37″ N, 10° 0′ 12″ O)                     |
|      | Alsterparkbrücke führt vom Alsterwanderweg über die Alster in den Alsterpark | Fußweg    |               | Ohlsdorf, Fuhlsbüttel (53° 37′ 43″ N, 10° 1′ 40″ O)          |
|      | Alte Harburger Elbbrücke (A123) älteste Süderelbbrücke. Die Brücke steht unter Denkmalschutz. | Fußweg    | 30. Sep. 1899 | Wilhelmsburg, Harburg (53° 28′ 24″ N, 9° 59′ 42″ O)          |
|      | Alte Holstenstraße Eisenbahnbrücke Eisenbahnbrücke auf der Strecke Hamburg-Berlin über die Alten Holstenstraße, Stahlbalkenbrücke | Eisenbahn | 1935          | Bergedorf (53° 29′ 26″ N, 10° 12′ 29″ O)                     |
|      | Altenwallbrücke (A141) führt über das Mönkedammfleet zwischen Graskeller und Mönkedamm | Straße    | 1842/1844     | Hamburg-Altstadt (53° 32′ 57″ N, 9° 59′ 16″ O)               |
|      | Altmannbrücke (A163) überbrückt die Gleisanlagen südlich des Hauptbahnhofs und verbindet die Steinstraße mit der Kurt-Schumacher-Allee. | Straße    |               | St. Georg, Hammerbrook (53° 33′ 1″ N, 10° 0′ 28″ O)          |
|      | Altonaer Anleger Zugangsbrücke zur Pontonanlage; 1995 wurde der Anleger vom Altonaer Holzhafen zur Fischauktionshalle verlegt, die Brücke stammt vom ehemaligen Anleger Roßhöft. | Zugang    | 1907          | Altona-Altstadt (53° 32′ 40″ N, 9° 57′ 7″ O)                 |
|      | An der Pollhofsbrücke (A411) diese Brücke führt über die Brookwetterung. | Straße    |               | Bergedorf (53° 28′ 45″ N, 10° 13′ 47″ O)                     |
|      | Andreas-Meyer-Brücke führt über den Moorfleeter Kanal. Der Namensgeber Andreas Meyer (1837–1901) war Oberingenieur im Hamburger Hochbau. | Straße    | 1963/1965     | Billbrook (53° 31′ 30″ N, 10° 4′ 8″ O)                       |
|      | Argentinienbrücke (A621) führt im Verlauf des Reiherdamm über den Reiherstieg; zuvor stand hier ab 1907 die Zweite Reiherstieg-Drehbrücke. | Straße    | 2000          | Kleiner Grasbrook, Steinwerder (53° 31′ 41″ N, 9° 58′ 36″ O) |
|      | Arndtstraßenbrücke führt im Verlauf der Arndtstraße über den Uhlenhorster Kanal | Straße    | 1911          | Uhlenhorst (53° 34′ 25″ N, 10° 1′ 7″ O)                      |
|      | Aßmannkanalbrücke führt am Ende des Vogelhüttendeichs über den Aßmannkanal; Betonplattenbalken-Konstruktion. | Straße    | 1924          | Wilhelmsburg (53° 30′ 56″ N, 9° 59′ 52″ O)                   |

## B
| Foto                                                                                 | Name, Kurzbeschreibung | Nutzung            | (Erst)Bau | Stadtteil, Lage                                                   |
| ------------------------------------------------------------------------------------ | --- | ------------------ | --------- | ----------------------------------------------------------------- |
|                                                                                      | Baakenbrücke seit 2011: Magdeburger Brücke; führt die Versmannstraße über den Magdeburger Hafen; (Hafenbrücke) | Straße             |           | HafenCity (53° 32′ 28″ N, 10° 0′ 3″ O)                            |
|                                                                                      | Baakenhafenbrücke über den Baakenhafen | Straße             |           | HafenCity (53° 32′ 22″ N, 10° 0′ 29″ O)                           |
|                                                                                      | Baakenparkbrücke verbindet den Versmannkai über den Baakenhafen mit dem Baakenpark | Fußweg             |           | HafenCity (53° 32′ 20″ N, 10° 0′ 49″ O)                           |
|                                                                                      | Bachstraßenbrücke führt im Zuge der Bachstraße/Barmbeker Straße (Bundesstraße 5) über den Osterbekkanal | Straße             |           | Winterhude, Uhlenhorst, Barmbek-Süd (53° 34′ 55″ N, 10° 1′ 10″ O) |
|                                                                                      | Bäckerbrücke führt im Zuge des Saseler Damms (Ring 3) über die Alster | Straße             |           | Poppenbüttel (53° 39′ 22″ N, 10° 5′ 14″ O)                        |
|                                                                                      | Bahnhofstraßenbrücke Führt die Rahlstedter Bahnhofstraße und den Rahlstedter Uferweg nahe dem Rahlstedter Liliencronteich über die Wandse, Stahlbetonkonstruktion | Straße             | 1977/1979 | Rahlstedt (53° 35′ 58″ N, 10° 9′ 10″ O)                           |
|                                                                                      | Barmbeker-Ring-Brücke (B764) führt in Verlängerung der Dennerstraße über die Fuhlsbüttler Straße und mündet in die Lauensteinstraße; Stahlbetonkonstruktion | Straße             | 1970/1971 | Barmbek-Nord (53° 35′ 55″ N, 10° 2′ 29″ O)                        |
|                                                                                      | Barmbeker Straßenbrücke verläuft im Zuge der Barmbeker Straße; Stahlbetonkonstruktion. | Straße             |           | Winterhude (53° 35′ 16″ N, 10° 1′ 0″ O)                           |
|                                                                                      | Beesenlandbrücke Überquert die südliche Einfahrt des Peutekanals. Die Brücke steht unter Denkmalschutz. Der Eisenbahnbetrieb ist mittlerweile eingestellt, der Fußweg über die Brücke wegen Baufälligkeit gesperrt. | Eisenbahn / Radweg |           | Veddel (53° 31′ 21″ N, 10° 1′ 38″ O)                              |
|                                                                                      | Bekassinenaubrücke Diese Straßenbrücke führt im Zuge der Straße Bekassinenau über die U-Bahn-Linie 1. Den Schriftzug am Geländer und die umgebenden künstlerischen Eisenarbeiten gestaltete der Hamburger Künstler Ernst Hanssen. | Straße             |           | Farmsen-Berne (53° 37′ 19″ N, 10° 8′ 3″ O)                        |
|                                                                                      | Bellevuebrücke überquert im Zuge der Straße Bellevue den Goldbekkanal | Straße             |           | Winterhude (53° 34′ 57″ N, 10° 0′ 10″ O)                          |
|                                                                                      | Berner Brücke (B846) überquert die U-Bahn-Linie 1 in Verlängerung des Fasanenwegs. Den Schriftzug am Geländer und die umgebenden künstlerischen Eisenarbeiten gestaltete der Hamburger Künstler Ernst Hanssen. | Straße             |           | Rahlstedt, Farmsen-Berne (53° 37′ 43″ N, 10° 8′ 31″ O)            |
|                                                                                      | Billbrookkanalbrücke führt über den Billbrookkanal im Zuge der Moorfleeter Straße | Straße             |           | Billbrook (53° 31′ 51″ N, 10° 5′ 42″ O)                           |
|                                                                                      | Billhorner Brücke überquert in Verlängerung der Neuen Elbbrücke mit der B 75 den Billhafenkanal und den Entenwerder Haken | Straße             |           | Rothenburgsort (53° 32′ 4″ N, 10° 1′ 42″ O)                       |
|                                                                                      | Billwerder Kirchenstegbrücke führt vom Billwerder Billdeich mit dem Billwerder Kirchensteg über die Bille in die Boberger Niederung | Fußweg             |           | Billwerder (53° 30′ 55″ N, 10° 7′ 42″ O)                          |
|                                                                                      | Binnenhafenbrücke (B852) verbindet den Baumwall mit dem Rödingsmarkt und überquert den Binnenhafen bei der Alstermündung | Straße             |           | Hamburg-Altstadt, Neustadt (53° 32′ 41″ N, 9° 59′ 0″ O)           |
|                                                                                      | Blaue Brücke führt mit der Horner Rampe über die Bille. Eine von ursprünglich drei (Rote, Blaue und Grüne), heute sechs Billebrücken (Braune, Gelbe und Schwarze Brücke), die zur Orientierung in verschiedenen Farben gestrichen sind. Es ist strittig, ob die Farbwahl den Flussschiffern oder den Arbeitern die Orientierung erleichtern sollte.                       | Straße             |           | Horn, Billbrook (53° 32′ 23″ N, 10° 5′ 1″ O)                      |
|                                                                                      | Bleichenbrücke (B395) führt zwischen dem Neuen Wall und den Großen Bleichen über das Bleichenfleet; bereits 1718 als Holzbrücke errichtet; Architekt Johann Hermann Maack. Die Brücke steht unter Denkmalschutz. | Straße             | 1844/1845 | Neustadt (53° 33′ 6″ N, 9° 59′ 19″ O)                             |
|                                                                                      | Blumenstraßenbrücke führt über den Leinpfadkanal | Straßen            | 1919      | Winterhude (53° 35′ 4″ N, 9° 59′ 59″ O)                           |
|                                                                                      | Boberger Furtwegbrücke führt mit dem Boberger Furtweg über die Bille. | Straße             |           | Lohbrügge, Billwerder (53° 30′ 26″ N, 10° 9′ 44″ O)               |
|                                                                                      | Bojendammbrücke überquert die Bille zwischen dem Billwerder Billdeich und der Bojewiese. | Straße             |           | Lohbrügge, Billwerder (53° 30′ 9″ N, 10° 10′ 16″ O)               |
|                                                                                      | Bojewiesenbrücke überquert die Bille im Zuge der Straße Auf der Bojewiese | Straße             |           | Lohbrügge, Bergedorf, Billwerder (53° 29′ 48″ N, 10° 10′ 40″ O)   |
|                                                                                      | Bombaybrücke überquert den nördlichen New-York-Ring | Fußweg             |           | Winterhude (53° 36′ 14″ N, 10° 1′ 5″ O)                           |
|                                                                                      | Börsenbrücke (B448) ehemalige Brücke, überspannte das Reichenstraßenfleet, das 1877 zugeschüttet wurde; heute nur noch Straßenname | Straße             | 1844      | Hamburg-Altstadt (53° 32′ 55″ N, 9° 59′ 33″ O)                    |
|                                                                                      | Borsigbrücke führt im Verlauf der Borsigstraße über den Tiefstackkanal. Die Brücke steht unter Denkmalschutz. | Straße             | um 1910   | Billbrook, Rothenburgsort (53° 32′ 2″ N, 10° 4′ 19″ O)            |
|                                                                                      | Borsteler Brücke überquert mit der Eppendorfer Landstraße die Tarpenbek. Die Brücke steht unter Denkmalschutz. | Straße             | 1899      | Eppendorf (53° 35′ 50″ N, 9° 59′ 20″ O)                           |
|                                                                                      | Brabandbrücke führt im Verlauf der Brabandstraße über den Brabandkanal. | Straße             | 1965      | Alsterdorf (53° 36′ 47″ N, 10° 0′ 38″ O)                          |
|                                                                                      | Bramfelder Brücke führt mit der Bramfelder Straße über den Osterbekkanal | Straße             |           | Barmbek-Süd, Barmbek-Nord (53° 35′ 1″ N, 10° 2′ 49″ O)            |
|                                                                                      | Brandenburger Brücke (B783) führt vom Niederfelder Ufer über den Veddelkanal | Straße             |           | Kleiner Grasbrook (53° 31′ 27″ N, 9° 59′ 27″ O)                   |
|                                                                                      | Braune Brücke (B563) führt mit der gleichnamigen Straße über die Bille. Die Brückengeländer von ursprünglich drei, heute sechs Billebrücken (Rote, Braune, Blaue, Grüne, Gelbe und Schwarze Brücke) sind zur Orientierung in verschiedenen Farben gestrichen. Es ist strittig, ob die Farbwahl den Flussschiffern oder den Arbeitern die Orientierung erleichtern sollte. | Straße             |           | Hamm, Rothenburgsort (53° 32′ 45″ N, 10° 3′ 39″ O)                |
|                                                                                      | Bredowbrücke (B581) führt mit der Bredowstraße über den Tidekanal | Straße             |           | Billbrook (53° 31′ 41″ N, 10° 4′ 40″ O)                           |
|                                                                                      | Brennerhofbrücke (B834) führt mit der Straße Brennerhof über die Bundesautobahn 1 | Straße             |           | Moorfleet (53° 30′ 26″ N, 10° 4′ 57″ O)                           |
|                                                                                      | Brooksbrücke (B853) führt über den Zollkanal zwischen den Straßen Bei den Mühren und Brook. Die Brücke steht unter Denkmalschutz. | Straße             | 1888      | Hamburg-Altstadt, HafenCity (53° 32′ 40″ N, 9° 59′ 23″ O)         |
|                                                                                      | Brooktorkaibrücke führt mit der Straße Brooktorkai über den Verbindungskanal zwischen Brooktorhafen und Brooksfleet. Die Brücke steht unter Denkmalschutz. | Straße             | 1885      | HafenCity (53° 32′ 40″ N, 9° 59′ 56″ O)                           |
|                                                                                      | Brücke des 17. Juni (B998) verbindet Wilhelmsburg und Harburg über die Süderelbe und liegt zwischen der Alten Harburger Elbbrücke und der Europabrücke; sie wurde unter dem Namen Süderelbbrücke errichtet und erhielt ihren Namen nach dem Aufstand vom 17. Juni 1953 | Straße             | 1935–1937 | Wilhelmsburg, Harburg (53° 28′ 25″ N, 9° 59′ 44″ O)               |
|                                                                                      | Bullerdeichbrücke führt mit der Straße Bullerdeich über das Hochwasserbassin | Straße             |           | Hammerbrook (53° 32′ 37″ N, 10° 2′ 0″ O)                          |
|                                                                                      | Busanbrücke (B897) führt über den Magdeburger Hafen vom Osakakai/Störtebekerufer zur Elbtorpromenade; ursprünglich Magdeburger Brücke, von 1871 bis 1931 Meyerstraßenbrücke, im Zuge der Neugestaltung und Anbindung des Elbtorquartiers im Jahr 2011 saniert und umbenannt.                                                                                              | Fußweg             | 1931      | HafenCity (53° 32′ 35″ N, 9° 59′ 58″ O)                           |
| „Busbrookbrücke“ über die U1, Station Berne(Die Personen wurden unkenntlich gemacht) | Busbrookbrücke führt südlich des U-Bahnhofs Berne über die Gleise der U 1, zwischen Berner Heerweg und Kriegkamp | Straße             |           | Farmsen-Berne (53° 37′ 35″ N, 10° 8′ 20″ O)                       |
|                                                                                      | Buxtehuder Brücke führt mit der Buxtehuder Straße über den Seevekanal | Straße             |           | Harburg (53° 27′ 30″ N, 9° 59′ 18″ O)                             |

## C
| Foto | Name, Kurzbeschreibung | Nutzung | (Erst)Bau | Stadtteil, Lage                                     |
| ---- | --- | ------- | --------- | --------------------------------------------------- |
|      | Cremonbrücke Ehemalige Fußgängerbrücke, die zwischen dem Kleinen Burstah und der Holzbrücke über die Willy-Brandt-Straße führte. Cremon war der Name einer Marschinsel, die inzwischen aufgeschüttet ist. Die Brücke wurde 2021 abgerissen. | Fußweg  | 1982      | Altstadt (53° 32′ 50″ N, 9° 59′ 20″ O)              |
|      | Curslacker Kirchenbrücke (C077) führt zwischen Curslacker Deich und Neuengammer Hausdeich über die Dove Elbe | Straße  | 1961      | Curslack, Neuengamme (53° 26′ 51″ N, 10° 13′ 39″ O) |

## D
| Foto | Name, Kurzbeschreibung | Nutzung                     | (Erst)Bau | Stadtteil, Lage                                   |
| ---- | --- | --------------------------- | --------- | ------------------------------------------------- |
|      | Dänenbrücke (Mühlenau) Führt im Verlauf der Kieler Straße über die Mühlenau. Die 1805 erbaute Brücke steht unter Denkmalschutz.                                                  | Straßenbrücke               | 1805      | Eidelstedt (53° 36′ 20″ N, 9° 54′ 33″ O)          |
|      | Dänenbrücke (Tarpenbek) Die Brücke liegt auf dem Gelände des Hamburger Flughafens und führte ehemals über die Tarpenbek.                                                         | nicht öffentlich zugänglich | 1798      | Fuhlsbüttel (53° 38′ 1″ N, 9° 59′ 5″ O)           |
|      | Dag-Hammarskjöld-Brücke Führt vom Dag-Hammarskjöld-Platz am Dammtorbahnhof über die Marseiller Straße und den Dammtordamm und mündet in den Hans-Grahl-Weg im Gustav-Mahler-Park | Fußweg                      | 1962      | Neustadt, St. Pauli (53° 33′ 36″ N, 9° 59′ 23″ O) |
|      | Dakarbrücke Diese Fußgängerbrücke überquert mit dem Dakarweg den Überseering. Viele der Fußgängerbrücken in der City Nord sind nach überseeischen Handelszentren benannt.        | Fußweg                      | 1974      | Winterhude (53° 36′ 10″ N, 10° 1′ 30″ O)          |
|      | Dammbrücke Diese Brücke führt mit dem Alsterdorfer Damm über die Alster. Die Brücke steht unter Denkmalschutz.                                                                   | Straße                      | 1922      | Alsterdorf (53° 36′ 42″ N, 10° 0′ 4″ O)           |
|      | Deelbögebrücke führt zwischen Alsterkrugchaussee und Bebelallee über die Alster                                                                                                  | Straße                      | 1960      | Alsterdorf (53° 36′ 8″ N, 9° 59′ 34″ O)           |
|      | Dorotheenstraßenbrücke führt mit der Dorotheenstraße über den Goldbekkanal | Straße                      | 1904      | Winterhude (53° 35′ 2″ N, 10° 0′ 27″ O)           |
|      | Dradenaubrücke (D259) führt mit der Dradenaustraße über die Gleisanlagen der Waltershofer Hafenbahn                                                                              | Straße                      | 1974      | Waltershof (53° 30′ 54″ N, 9° 54′ 43″ O)          |
|      | Dritte Heidenkampbrücke führt mit dem Heidenkampsweg über den Südkanal | Straße                      | 1930      | Hammerbrook (53° 32′ 46″ N, 10° 1′ 47″ O)         |
|      | Dritte Hovebrücke führt an dessen östlichem Ende über den Hovekanal | Eisenbahn                   | 1914      | Veddel (53° 30′ 56″ N, 10° 3′ 10″ O)              |

## E
| Foto | Name, Kurzbeschreibung | Nutzung           | (Erst)Bau   | Stadtteil, Lage                                                              |
| ---- | --- | ----------------- | ----------- | ---------------------------------------------------------------------------- |
|      | Eggers-Mindt-Brücke führt im Verlauf des Heinrich-Stubbe-Wegs über die Dove Elbe. Die Brücke wurden nach den Curslacker und Neuengammer Gemeindevorsitzenden Cäsar Eggers und Nikolaus Mindt benannt.                                                | Straße            |             | Curslack, Neuengamme (53° 26′ 49″ N, 10° 13′ 48″ O)                          |
|      | Eichbaumbrücke führt mit der Hans-Duncker-Straße über die Bundesautobahn 25 | Straße            |             | Allermöhe (53° 29′ 12″ N, 10° 6′ 56″ O)                                      |
|      | Eilbeker Brücke führt mit der Straße Eilbektal über die Eilbek | Straße            |             | Barmbek-Süd (53° 34′ 29″ N, 10° 3′ 20″ O)                                    |
|      | Eilbekwiesenbrücke führt südlich des ehemaligen Pförtnerhauses des Krankenhauses Eilbek über die Eilbek | Fußweg            |             | Barmbek-Süd (53° 34′ 27″ N, 10° 3′ 10″ O)                                    |
|      | Eimsbütteler Brücke diese Brücke führt zwischen Bundesstraße und Osterstraße über den Isebekkanal. Die Brücke steht unter Denkmalschutz. | Straße            |             | Eimsbüttel (53° 34′ 24″ N, 9° 57′ 50″ O)                                     |
|      | Eisenbahnbrücken Norderelbe Norderelbbrücke | Eisenbahn         | (1872)/1927 | Hamburg-Altstadt, HafenCity, Kleiner Grasbrook (53° 31′ 59″ N, 10° 1′ 22″ O) |
|      | Elbbergbrücke führt über die Gleise der Altonaer Hafenbahn. Die Brücke steht unter Denkmalschutz. | Straße            |             | Altona-Altstadt (53° 32′ 43″ N, 9° 55′ 55″ O)                                |
|      | Ellerholzbrücke (E297) führt zwischen Reiherstiegbrücke und Argentinienbrücke über den Reiherstieg | Straße            |             | Kleiner Grasbrook, Steinwerder, Wilhelmsburg (53° 31′ 39″ N, 9° 58′ 36″ O)   |
|      | Ellerholzschleusenbrücke überquert im Zuge der Straße Ellerholzbrücke die Ellerholzschleuse; zwei Einzelbrücken für die zwei Schleusenkammern | Straße            |             | Steinwerder (53° 31′ 35″ N, 9° 58′ 24″ O)                                    |
|      | Ellerntorsbrücke (E161) überquert zwischen Düsterstraße und Admiralitätstraße das Herrengrabenfleet. Die Brücke steht unter Denkmalschutz. | Straße            | 1530        | Neustadt (53° 33′ 0″ N, 9° 59′ 6″ O)                                         |
|      | Eppendorfer Brücke führt im Zuge des Eppendorfer Baum über den Isebekkanal. Die Brücke steht unter Denkmalschutz. | Straße            | 1927        | Harvestehude (53° 35′ 1″ N, 9° 59′ 3″ O)                                     |
|      | Ericusbrücke führt über den Ericusgraben/Brooktorhafen. Die Brücke steht unter Denkmalschutz. | Fußweg            |             | HafenCity (53° 32′ 40″ N, 10° 0′ 11″ O)                                      |
|      | Ernst-Mantius-Brücke führt mit der Ernst-Mantius-Straße über die Bille. Ernst Mantius (1838–1897) war Bergedorfer Bürgermeister. | Straße            |             | Bergedorf (53° 29′ 27″ N, 10° 12′ 41″ O)                                     |
|      | Ernst-Merck-Brücke führt mit der Ernst-Merck-Straße über die Gleisanlagen des Hauptbahnhofs. Ernst Merck (1811–1863) war Hamburger Politiker. | Straße            | 1988        | Hamburg-Altstadt, St. Georg (53° 33′ 17″ N, 10° 0′ 20″ O)                    |
|      | Erste Ausschläger Brücke führt im Zuge des Ausschläger Weg über den Mittelkanal (siehe auch Zweite Ausschläger Brücke über den Südkanal) | Straße            |             | Hammerbrook, Borgfelde (53° 33′ 3″ N, 10° 2′ 9″ O)                           |
|      | Erste Banksbrücke führt mit der Banksstraße über den Schleusenkanal (Verlängerung des Mittelkanals). Die Zweite Banksbrücke gibt es nicht mehr. Sie führte im weiteren Straßenverlauf über den Südkanal (heute Großmarktgelände).                    | Straße            |             | Hammerbrook (53° 32′ 40″ N, 10° 0′ 48″ O)                                    |
|      | Erste Borstelmannbrücke überquert mit dem Borstelmannsweg zwischen Eiffestraße und Wendenstraße den Mittelkanal | Straße            |             | Hamm (53° 33′ 3″ N, 10° 3′ 12″ O)                                            |
|      | Erste Diagonalbrücke überquert den Mittelkanal | Straße            |             | Hamm (53° 33′ 0″ N, 10° 3′ 33″ O)                                            |
|      | Erste Grevenbrücke überquert im Laufe des Grevenwegs den Mittelkanal | Straße            |             | Hammerbrook, Borgfelde, Hamm (53° 33′ 6″ N, 10° 2′ 28″ O)                    |
|      | Erste Luisenbrücke führt im Verlauf des Luisenweg über den Mittelkanal | Straße            |             | Hamm (53° 33′ 5″ N, 10° 2′ 54″ O)                                            |
|      | Erste Osterbrookbrücke überquert mit der Straße Osterbrook zwischen Eiffestraße und Wendenstraße den Mittelkanal. Ehemals eine Straßenbrücke, nach dem Krieg nur als reine Fußgängerbrücke wieder aufgebaut.                                         | Fuß- und Radweg   |             | Hamm (53° 33′ 1″ N, 10° 3′ 24″ O)                                            |
|      | Erste Peuter Brücke ist die nördliche der beiden Peuter Brücken und führt mit der Peutestraße über den Peutekanal. Die Originalbrücke von 1912 (Foto), die 2014–2014 durch einen Neubau ersetzt wurde, stand unter Denkmalschutz.                    | Straße            |             | Veddel (53° 31′ 34″ N, 10° 1′ 49″ O)                                         |
|      | Erste Querkanalbrücke ist die westliche der beiden Querkanalbrücken und führt im Zuge des Stillhorner Damms über den Querkanal. | Straße, Eisenbahn |             | Kleiner Grasbrook, Steinwerder (53° 31′ 57″ N, 9° 58′ 43″ O)                 |
|      | Erste Rugenberger Schleusenbrücke führt im Verlauf des Rugenberger Damms über die nördliche Kammer der Rugenberger Schleuse | Straße            |             | Waltershof (53° 31′ 24″ N, 9° 56′ 4″ O)                                      |
|      | Erste Stadtdeichbrücke führt im Zug der Straße Stadtdeich über den Schleusenkanal (Verlängerung des Mittelkanals). Die Zweite Stadtdeichbrücke gibt es nicht mehr. Sie führte im weiteren Straßenverlauf über den Südkanal (heute Großmarktgelände). | Straße            |             | Hammerbrook (53° 32′ 38″ N, 10° 0′ 38″ O)                                    |
|      | Eschenhofbrücke (E300) führt im Zuge der Straße Pollhof über die Bundesautobahn 25 | Straße            |             | Bergedorf (53° 28′ 36″ N, 10° 13′ 53″ O)                                     |
|      | Europabrücke (E308) überquert die Süderelbe im Verlauf der Wilhelmsburger Reichstraße und liegt zwischen der Brücke des 17. Juni und der Harburger Eisenbahnbrücke                                                                                   | Straße/Elbbrücke  |             | Wilhelmsburg, Harburg (53° 28′ 25″ N, 9° 59′ 45″ O)                          |
|      | Europastraßenbrücke steht im Straßenverzeichnis von Hamburg, ist aber nicht existent |                   |             | Wilhelmsburg                                                                 |

## F
| Foto | Name, Kurzbeschreibung | Nutzung         | (Erst)Bau | Stadtteil, Lage                                            |
| ---- | --- | --------------- | --------- | ---------------------------------------------------------- |
|      | Fährbrücke Über diese 21 m lange Bogenbrücke quert die Fährhausstraße in Uhlenhorst den Hofwegkanal. | Straße          |           | Uhlenhorst (53° 34′ 33″ N, 10° 0′ 52″ O)                   |
|      | Fährhausbrücke verbindet für Fußgänger die Straßen Tewessteg und Winterhuder Quai über der Alster | Fußgängerbrücke |           | Eppendorf, Winterhude (53° 35′ 37″ N, 9° 59′ 35″ O)        |
|      | Fährstraßenbrücke führt im Zuge der Fährstraße über den Kleinen Kanal, der den Veringkanal mit dem Ernst-August-Kanal verbindet | Straße          |           | Wilhelmsburg (53° 31′ 1″ N, 9° 58′ 55″ O)                  |
|      | Feenteichbrücke von Franz Andreas Meyer erbaute Bogenbrücke in Steinkonstruktion mit kunstvoll gestalteten Brüstungen und spitzbogenartigen Ausnehmungen. Die Feenteichbrücke überspannt die Verbindung zwischen Feenteich und Außenalster. Die Brücke steht unter Denkmalschutz. | Straße          | 1884      | Uhlenhorst (53° 34′ 19″ N, 10° 0′ 32″ O)                   |
|      | Fernsichtbrücke Bogenbrücke aus Ziegelstein, die von Fritz Schumacher errichtet wurde und den Rondeelkanal am nördlichen Ufer der Außenalster überspannt, der diese mit dem Rondeelteich verbindet.                                                                               | Straße          | 1927/28   | Winterhude (53° 34′ 51″ N, 10° 0′ 10″ O)                   |
|      | Feuerbergstraßenbrücke Eine Straßenbrücke, die im Stadtteil Ohlsdorf über die Schienen der S1 führt. | Straße          |           | Alsterdorf, Ohlsdorf (53° 36′ 48″ N, 10° 1′ 51″ O)         |
|      | Finkenwerder Brücke (F312) Brücke im Zuge der Finkenwerder Straße, im System der Autobahnausfahrt Waltershof | Straße          |           | Waltershof (53° 30′ 50″ N, 9° 54′ 37″ O)                   |
|      | Finkenwerder Ringbrücke-Ost (F348) führt im Zuge des Finkenwerder Ring über Bahngleise und läuft im Kreuzungsbereich Finkenwerder Straße und Dradenaustraße, im System der Autobahnausfahrt Waltershof                                                                            | Straße          |           | Waltershof, Altenwerder (53° 30′ 49″ N, 9° 54′ 44″ O)      |
|      | Finkenwerder Ringbrücke-Süd (F347) führt im Zuge des Finkenwerder Ring über Bahngleise, im System der Autobahnausfahrt Waltershof | Straße          |           | Waltershof, Altenwerder (53° 30′ 44″ N, 9° 54′ 35″ O)      |
|      | Finkenwerder Ringbrücke-West (F346) führt im Zuge des Finkenwerder Ring über Bahngleise und mündet in der Finkenwerder Straße, im System der Autobahnausfahrt Waltershof | Straße          |           | Waltershof, Altenwerder (53° 30′ 47″ N, 9° 54′ 26″ O)      |
|      | Freihafenelbbrücke Norderelbbrücke im ehemaligen Freihafenbereich; zweigeschossige Stahlkonstruktion, das obere Stockwerk war für eine U-Bahn-Strecke zur Veddel vorgesehen, das wurde aber nie realisiert. Die Brücke steht unter Denkmalschutz.                                 | Straße          | 1926      | HafenCity, Kleiner Grasbrook (53° 31′ 59″ N, 10° 1′ 20″ O) |
|      | Friedrichsberger Brücke Über diese Brücke quert die Friedrichsberger Straße die Wandse im Stadtteil Barmbek-Süd. Die Brücke steht unter Denkmalschutz. | Straße          |           | Barmbek-Süd (53° 34′ 24″ N, 10° 3′ 0″ O)                   |
|      | Friedrichsbrücke Die Brücke führt über den Schleusengraben und verbindet den Kampdeich mit der Dietrich-Schreyge-Straße | Fußgängerbrücke | 1964      | Bergedorf (53° 29′ 11″ N, 10° 12′ 26″ O)                   |

## G
| Foto | Name, Kurzbeschreibung | Nutzung             | (Erst)Bau | Stadtteil, Lage                                           |
| ---- | --- | ------------------- | --------- | --------------------------------------------------------- |
|      | Gaswerkbrücke Eine Balkenbrücke, über die ein verkehrsberuhigter Abschnitt der Osterbekstraße einen kleinen Seitenlauf des Osterbekkanals quert. | Straße              |           | Barmbek-Süd (53° 35′ 2″ N, 10° 1′ 42″ O)                  |
|      | Gelbe Brücke diese Balkenbrücke führt über die Bille im Gewerbe- und Industriegebiet bei Rothenburgsort. Eine von ursprünglich drei (Rote, Blaue und Grüne), heute sechs Billebrücken (Braune, Gelbe und Schwarze Brücke), die zur Orientierung in verschiedenen Farben gestrichen sind. Es ist strittig, ob die Farbwahl den Flussschiffern oder den Arbeitern die Orientierung erleichtern sollte.                                                                                    | Straße              |           | Billbrook (53° 32′ 16″ N, 10° 5′ 56″ O)                   |
|      | Gepidenbrücke führte im Zuge des Gepidenwegs zwischen Bayernweg und der Flughafen-Start- und Landebahn über die Tarpenbek, wurde im Zuge der Renaturierung der Tarpenbek abgerissen | nicht mehr existent |           | Niendorf                                                  |
|      | Glockenhausbrücke (G426) führt im Zuge des Billwerder Billdeichs über die Bundesautobahn 1 | Straße              |           | Billwerder (53° 31′ 10″ N, 10° 7′ 19″ O)                  |
|      | Goebenbrücke führt im Laufe der Goebenstraße über den Isebekkanal. Doppelbrücke | Radweg              |           | Eimsbüttel (53° 34′ 29″ N, 9° 58′ 2″ O)                   |
|      | Goebenbrücke führt im Laufe der Goebenstraße über den Isebekkanal Doppelbrücke | Fußweg              |           | Eimsbüttel (53° 34′ 29″ N, 9° 58′ 2″ O)                   |
|      | Goernebrücke über diese Bogenbrücke quert die Goernestraße in Winterhude die Alster. Die Brücke steht unter Denkmalschutz. | Straße              |           | Eppendorf, Winterhude (53° 35′ 18″ N, 9° 59′ 50″ O)       |
|      | Graskellerbrücke führt zwischen dem Alten Wall und dem Neuen Wall über das Alsterfleet; historische Brücke, vor 1838 stand in etwa an diesem Ort bereits eine Holzbrücke | Straße              | 1838      | Hamburg-Altstadt, Neustadt (53° 32′ 58″ N, 9° 59′ 12″ O)  |
|      | Grevenhofbrücke führt im Zuge des Reiherdamms über den Grevenhofkanal | Straße              |           | Steinwerder (53° 31′ 58″ N, 9° 58′ 9″ O)                  |
|      | Grevenhofkanalbrücke führt im Zuge des Ellerholzdamms über den Grevenhofkanal | Straße              |           | Steinwerder (53° 31′ 59″ N, 9° 58′ 22″ O)                 |
|      | Grillparzerbrücke überquert zwischen den Straßen Am Langenzug und Grillparzerstraße über den Hofwegkanal, Die Brücke steht unter Denkmalschutz. | Straße              | 1893      | Uhlenhorst (53° 34′ 41″ N, 10° 0′ 50″ O)                  |
|      | Großheidesteg führt im Zuge der Großheidestraße über den Osterbekkanal | Fußweg              |           | Winterhude, Barmbek-Süd (53° 35′ 4″ N, 10° 1′ 41″ O)      |
|      | Grüne Brücke verbindet den Billwerder Steindamm in Hammerbrook über die Bille hinweg mit der Großmannstraße in Rothenburgsort. Eine von ursprünglich drei (Rote, Blaue und Grüne), heute sechs Billebrücken (Braune, Gelbe und Schwarze Brücke), die zur Orientierung in verschiedenen Farben gestrichen sind. Es ist strittig, ob die Farbwahl den Flussschiffern oder den Arbeitern die Orientierung erleichtern sollte. Die Brücke ist bereits auf einer Karte von 1789 verzeichnet. | Straße              |           | Hammerbrook, Rothenburgsort (53° 32′ 36″ N, 10° 2′ 30″ O) |
|      | Gustav-Freytag-Brücke führt mit der Gustav-Freytag-Straße über den Hofwegkanal auf den Hofweg | Straße              |           | Uhlenhorst (53° 34′ 25″ N, 10° 0′ 54″ O)                  |

## H
| Foto | Name, Kurzbeschreibung | Nutzung | (Erst)Bau                             | Stadtteil, Lage                                              |
| ---- | --- | ------- | ------------------------------------- | ------------------------------------------------------------ |
|      | Hachmannbrücke führt im Zuge der Hachmannstraße über den Roßkanal. Die Hachmannstraße ist nach dem ehemaligen Bürgermeister Gerhard Hachmann benannt. Die Brücke steht unter Denkmalschutz.                                                      | Straße  |                                       | Steinwerder (53° 31′ 14″ N, 9° 57′ 10″ O)                    |
|      | Halskebrücke Die Halskestraße quert über die Halskebrücke den Tidekanal. Sie ist nach dem Erfinder und Unternehmer Johann Georg Halske benannt.                                                                                                  | Straße  |                                       | Billbrook (53° 31′ 34″ N, 10° 4′ 25″ O)                      |
|      | Hammer Steindammbrücke Die Brücke führt den Hammer Steindamm über die Gleise der S-Bahn sowie der Bahnstrecke Hamburg–Lübeck und ist zugleich ein Zugang zum Bahnhof Hasselbrook.                                                                | Straße  | 1856                                  | Eilbek (53° 33′ 54″ N, 10° 3′ 27″ O)                         |
|      | Hannoversche Brücke Die Hannoversche Straße ist die Verbindung zwischen dem Harburger Bahnhof und der Süderelbe. Sie gab der Hannoverschen Brücke ihren Namen.                                                                                   | Straße  |                                       | Harburg (53° 27′ 30″ N, 9° 59′ 23″ O)                        |
|      | Hansabrücke Die Dessauer Straße führt über die Hansabrücke über einen Stichkanal zwischen dem Hansahafen – nach dem die Brücke benannt ist – und dem Saalehafen.                                                                                 | Straße  |                                       | Kleiner Grasbrook (53° 31′ 28″ N, 10° 0′ 33″ O)              |
|      | Hasenbergbrücke Durch den Hamburger Oberbaudirektor Fritz Schumacher errichtete Brücke, über die die Straße „Am Hasenberge“ den Alsterlauf quert. Die Brücke steht unter Denkmalschutz.                                                          | Straße  | 1913                                  | Ohlsdorf (53° 37′ 22″ N, 10° 1′ 42″ O)                       |
|      | Hayns Parkbrücke Diese Fußgängerbrücke überquert die Tarpenbek am Eppendorfer Mühlenteich und verbindet den Hayns Park mit dem Park an der Meenkwiese.                                                                                           | Fußweg  | 1956                                  | Eppendorf (53° 35′ 48″ N, 9° 59′ 22″ O)                      |
|      | Hebebrandbrücke (H730) Diese Brücke führt die Hebebrandstraße über S-Bahngleise im Stadtteil Barmbek-Nord. | Straße  | 1973/74                               | Winterhude, Barmbek-Nord (53° 36′ 27″ N, 10° 1′ 57″ O)       |
|      | Heerwegbrücke (H772) Diese Brücke quert die A 25 zwischen Holtenklinke und der Siedlung Eschenhof. | Straße  |                                       | Bergedorf, Curslack (53° 28′ 33″ N, 10° 14′ 24″ O)           |
|      | Heiligengeistbrücke (H266) Diese Brücke wurde entworfen und erbaut von Franz Andreas Meyer und steht unter Denkmalschutz. | Straße  | 1883/1885                             | Hamburg-Altstadt, Neustadt (53° 32′ 56″ N, 9° 59′ 10″ O)     |
|      | Heilwigbrücke Durch den Hamburger Oberbaudirektor Fritz Schumacher errichtete Bogenbrücke, über die die Heilwigstraße den Isebekkanal quert. | Straße  | 1925–1926                             | Harvestehude (53° 35′ 5″ N, 9° 59′ 38″ O)                    |
|      | Heinrich-Stubbe-Brücke Eine Stahlbetonbrücke, die den Heinrich-Stubbe-Weg über den Neuengammer Sammelgraben führt. | Straße  | 1966                                  | Neuengamme, Kirchwerder (53° 25′ 10″ N, 10° 12′ 8″ O)        |
|      | Heinz-Gärtner-Brücke (H860) Fußgängerbrücke, die beim Johannes-Prassek-Park über den Osterbekkanal führt. Die Brücke ist nach dem Sozialdemokraten und Widerstandskämpfer Heinz Gärtner benannt.                                                 | Fußweg  | 2013                                  | Hamburg-Winterhude, Barmbek-Süd (53° 35′ 0″ N, 10° 1′ 30″ O) |
|      | Hellbrookstraßenbrücke Diese Brücke führt die Hellbrookstraße im Hamburger Stadtteil Barmbek-Nord über den Barmbeker Stichkanal. Die Brücke steht unter Denkmalschutz.                                                                           | Straße  | 1913                                  | Winterhude, Barmbek-Nord (53° 35′ 27″ N, 10° 2′ 2″ O)        |
|      | Herbert-Weichmann-Brücke Die Brücke ist, wie die über sie führende Straße, nach dem Hamburger Bürgermeister Herbert Weichmann benannt. Sie führt über den Uhlenhorster Kanal. Die Brücke steht unter Denkmalschutz.                              | Straße  |                                       | Uhlenhorst (53° 34′ 22″ N, 10° 0′ 48″ O)                     |
|      | Hermann-Keesenberg-Brücke (H827) Mit dieser Brücke quert die Neuenfelder Straße die Bahngleise südlich des S-Bahnhofes Wilhelmsburg. Sie ist nach einem Wilhelmsburger Heimatkundler benannt.                                                    | Straße  |                                       | Wilhelmsburg (53° 29′ 49″ N, 10° 0′ 21″ O)                   |
|      | Herrengrabenbrücke Diese Brücke ist nach der Straße Herrengraben benannt, deren Benennung auf einen Graben zurückgeht, in dem im 16. Jhdt. Bürgermeister und Ratsherren Fischereirechte hatten. Der Herrengrabenfleet steht unter Denkmalschutz. | Straße  |                                       | Neustadt (53° 32′ 54″ N, 9° 59′ 2″ O)                        |
|      | Hindenburgbrücke Über die Hindenburgbrücke – ehem. „Borgwegbrücke“ – quert die Hindenburgstraße die Alster zwischen Skagerrakkanal und Brabandkanal.                                                                                             | Straße  |                                       | Alsterdorf (53° 36′ 43″ N, 10° 0′ 35″ O)                     |
|      | Hochstraßenbrücke Diese Brücke führt die Hamburger Hochstraße über die Pepermölenbek. | Straße  |                                       | Altona-Altstadt (53° 32′ 51″ N, 9° 57′ 14″ O)                |
|      | Hofwegbrücke Die als Kulturdenkmal eingestufte Brücke ist nach dem über sie führenden Hofweg benannt. Unter der Hofwegbrücke trifft der Uhlenhorster Kanal auf den Hofwegkanal.                                                                  | Straße  |                                       | Uhlenhorst (53° 34′ 23″ N, 10° 0′ 55″ O)                     |
|      | Hogrevestiegbrücke Eine Fußgängerbrücke, über den der Hogrevestieg die Wandse kurz hinter dem Holzmühlenteich quert. | Fußweg  |                                       | Wandsbek (53° 34′ 40″ N, 10° 4′ 38″ O)                       |
|      | Hohe Brücke (H539) Die Hohe Brücke überbrückt das Nikolaifleet zwischen Kajen und Bei dem Neuen Krahn. Die Brücke steht unter Denkmalschutz. | Straße  | seit dem 13. Jahrhundert              | Hamburg-Altstadt (53° 32′ 42″ N, 9° 59′ 15″ O)               |
|      | Hoheluftbrücke Die Hoheluftbrücke verbindet die Ortsteile Grindel und Hoheluft. | Straße  | erstmals 1884, heutige Brücke 1962/63 | Harvestehude (53° 34′ 43″ N, 9° 58′ 34″ O)                   |
|      | Hohenfelder Brücke Diese Brücke führt die Straßen An der Alster und Mundsburger Damm über die Hohenfelder Bucht. Die Brücke steht unter Denkmalschutz.                                                                                           | Straße  |                                       | Hohenfelde (53° 33′ 47″ N, 10° 0′ 58″ O)                     |
|      | Holländischbrookfleetbrücke Die Brücke ist nach der Straße Holländischer Brook benannt. Sie führt über den Holländischbrookfleet. Die Brücke steht unter Denkmalschutz.                                                                          | Straße  |                                       | HafenCity (53° 32′ 43″ N, 9° 59′ 59″ O)                      |
|      | Holstenhofwegbrücke Mit dieser Brücke quert der Holstenhofweg Bahngleise in Jenfeld. | Straße  |                                       | Jenfeld, Tonndorf (53° 34′ 33″ N, 10° 6′ 13″ O)              |
|      | Holstenkampbrücke Die Brücke ist nach dem Holstenkamp benannt und überquert die Bahngleise der Bahnstrecke Hamburg-Altona–Kiel nördlich der Station Diebsteich.                                                                                  | Straße  |                                       | Stellingen (53° 34′ 25″ N, 9° 55′ 54″ O)                     |
|      | Holtenklinker Brücke In der Nähe der Siedlung Holtenklinke führt diese Brücke den Curslacker Heerweg über die Brookwetterung. | Straße  |                                       | Bergedorf, Curslack (53° 28′ 38″ N, 10° 14′ 27″ O)           |
|      | Holzbrücke (H606) Eine steinerne Dreibogenbrücke, die nach dem großen Brand von Johann Hermann Maack errichtet wurde. Die Brücke führt über das Nikolaifleet und steht unter Denkmalschutz.                                                      | Straße  | 1846/47                               | Hamburg-Altstadt (53° 32′ 48″ N, 9° 59′ 21″ O)               |
|      | Holzhafen-Klappbrücke Diese Klappbrücke verbindet die Konsul-Ritter-Straße und den Lotsekai. Die Brücke steht unter Denkmalschutz. | Straße  | 1930                                  | Heimfeld (53° 28′ 8″ N, 9° 58′ 51″ O)                        |
|      | Holzmühlenstraßenbrücke Diese Brücke führt zwischen der Walddörferstraße und der Wandsbeker Zollstraße über die Wandse. | Straße  |                                       | Wandsbek (53° 34′ 43″ N, 10° 4′ 54″ O)                       |
|      | Hopfenkarrenbrücke Mit dieser Brücke quert die Straße Bei der Hopfenkarre die Wandse. | Straße  |                                       | Wandsbek (53° 34′ 50″ N, 10° 5′ 42″ O)                       |
|      | Horner Wegbrücke Eine Stahlbetonbrücke über die Gleise der Güterumgehungsbahn zwischen Hamburg-Hamm und -Horn. | Straße  |                                       | Hamm, Horn (53° 33′ 20″ N, 10° 4′ 3″ O)                      |
|      | Hufnerstraßenbrücke Diese Brücke ist nach der Hufnerstraße benannt, die mit dieser Brücke den Osterbekkanal quert. | Straße  |                                       | Barmbek-Süd, Barmbek-Nord (53° 35′ 6″ N, 10° 2′ 32″ O)       |
|      | Humboldtbrücke Eine Fußgängerbrücke, die in südlicher Verlängerung der Humboldtstraße über die Oberaltenallee und die Hamburger Straße zum Einkaufszentrum Hamburger Meile führt.                                                                | Fußweg  |                                       | Uhlenhorst (53° 34′ 16″ N, 10° 1′ 45″ O)                     |

## I
| Foto | Name, Kurzbeschreibung | Nutzung | (Erst)Bau | Stadtteil, Lage                           |
| ---- | --- | ------- | --------- | ----------------------------------------- |
|      | Illiesbrücke Mit dieser Brücke überquert der Alsterwanderweg die Alster zwischen der Alten Landstraße und der Wellingsbütteler Landstraße. Sie ist nach dem Maler Arthur Illies benannt. | Fußweg  | 1956      | Ohlsdorf (53° 38′ 8″ N, 10° 3′ 0″ O)      |
|      | Inselbrücke Eine Stahlbetonbrücke über einen Nebenarm der Alster. Sie ist nach der Alsterdorfer Inselstraße benannt.                                                                     | Straße  | 1922      | Alsterdorf (53° 36′ 10″ N, 9° 59′ 32″ O)  |
|      | Isebrücke Diese Brücke ist nach dem Isebekkanal benannt, die Brücke quert diesen und verbindet die Oderfelder Straße in Harvestehude mit dem Iseplatz in Eppendorf.                      | Straße  | 1904      | Harvestehude (53° 35′ 6″ N, 9° 59′ 18″ O) |

## J
| Foto | Name, Kurzbeschreibung | Nutzung | (Erst)Bau | Stadtteil, Lage                                           |
| ---- | --- | ------- | --------- | --------------------------------------------------------- |
|      | Jaffe-Davids-Kanal-Brücke Mit dieser Brücke quert die Straße Vogelhüttendeich den Jaffe-Davids-Kanal in Wilhelmsburg.                                                                                                 | Straße  | 1909      | Wilhelmsburg (53° 30′ 50″ N, 10° 0′ 15″ O)                |
|      | Jahnbrücke (J118) Die Jahnbrücke ist eine Straßenbrücke bei der City Nord, die für die Querung einer nicht realisierten Stadtautobahn (Nordverlängerung der A 25) gebaut wurde.                                       | Straße  | 1967      | Winterhude, Barmbek-Nord (53° 36′ 2″ N, 10° 1′ 54″ O)     |
|      | Johan-van-Valckenburgh-Brücke Die nach dem Festungsbau-Ingenieur Johan van Valckenburgh benannte Fußgängerbrücke führt über den Wallgraben im Hamburger Park Planten un Blomen. Die Brücke steht unter Denkmalschutz. | Fußweg  | 1962      | Neustadt (53° 33′ 33″ N, 9° 59′ 10″ O)                    |
|      | Jokohamabrücke Eine Fußgängerbrücke in der City Nord, die über den Überseering führt. | Fußweg  | 1975      | Winterhude (53° 36′ 9″ N, 10° 1′ 2″ O)                    |
|      | Jungfernbrücke Eine unter Denkmalschutz stehende Fußgängerbrücke, die den Zollkanal im Hamburger Hafen überquert. | Fußweg  | 1887–1888 | Hamburg-Altstadt, HafenCity (53° 32′ 43″ N, 9° 59′ 42″ O) |

## K
| Foto | Name, Kurzbeschreibung | Nutzung           | (Erst)Bau | Stadtteil, Lage                                                     |
| ---- | --- | ----------------- | --------- | ------------------------------------------------------------------- |
|      | Kalkuttabrücke Diese Fußgängerbrücke über den Überseering ist – wie viele der Fußgängerbrücken in der City Nord – in Anlehnung an Hamburgs überseeische Handelsbeziehungen nach der indischen Hafenstadt benannt. | Fußweg            |           | Winterhude (53° 36′ 15″ N, 10° 1′ 3″ O)                             |
|      | Kannengießerbrücke Mit dieser Brücke quert die Straße Am Wandrahm ein kleines Fleet zwischen dem Zollkanal und dem Wandrahmsfleet. | Straße            | 1885      | HafenCity (53° 32′ 41″ N, 9° 59′ 41″ O)                             |
|      | Kannengießerortbrücke Diese Brücke quert den Wandrahmsfleet zwischen dem Neuen Wandrahm und dem St. Annenufer. Die Brücke steht unter Denkmalschutz. | Straße            | 1891      | HafenCity (53° 32′ 41″ N, 9° 59′ 44″ O)                             |
|      | Karlstraßenbrücke Eine der Brücken, die den Hofwegkanal vom Hofweg aus überqueren. | Straße            |           | Uhlenhorst (53° 34′ 29″ N, 10° 0′ 53″ O)                            |
|      | Karl-von-Thielen-Brücke (K627) Eine Gleisquerung in Nähe des S-Bahnhof Wilhelmsburg, die nach dem Eisenbahnminister Karl von Thielen (1832–1906) benannt ist. | Straße            | 1999      | Wilhelmsburg (53° 30′ 8″ N, 10° 0′ 25″ O)                           |
|      | Katharinenbrücke (K099) Eine Brücke über dem Katharinenfleet in Nähe des Nikolaifleet. | Straße            |           | Hamburg-Altstadt (53° 32′ 46″ N, 9° 59′ 36″ O)                      |
|      | Käthnerortbrücke Fußgängerbrücke, die über den Osterbekkanal führt. | Fußweg            |           | Barmbek-Süd, Barmbek-Nord (53° 35′ 7″ N, 10° 2′ 19″ O)              |
|      | Kattrepelsbrücke (K108) ehemalige Brücke, überspannte das Reichenstraßenfleet, das 1877 zugeschüttet wurde; heute nur noch Straßenname | Straße            |           | Hamburg-Altstadt (53° 32′ 55″ N, 9° 59′ 58″ O)                      |
|      | Kattwykbrücke (K546) Diese stählerne Fachwerkbrücke ist die größte Hubbrücke Deutschlands, sowohl für Schienen- als auch für Straßenverkehr konzipiert und verbindet die Stadtteile Wilhelmsburg und Moorburg. Im Jahr 2017 wurde eine weitere Hubbrücke an dieser Stelle neugebaut, über die ab 2020 der Bahnverkehr geleitet wird.                                        | Straße, Eisenbahn | 1973      | Wilhelmsburg, Moorburg (53° 29′ 40″ N, 9° 57′ 6″ O)                 |
|      | Kedenburgstraßenbrücke Mit dieser Brücke quert die gleichnamige Straße die Wandse. Die Straße ist nach dem Wandsbeker Hauptpastor Dietrich Johann Kedenburg benannt. | Straße            |           | Wandsbek (53° 34′ 42″ N, 10° 5′ 12″ O)                              |
|      | Kehrwiedersteg Eine Brücke, die im Hamburger Binnenhafen das Kehrwiederfleet quert. |                   |           | HafenCity (53° 32′ 36″ N, 9° 59′ 13″ O)                             |
|      | Kennedybrücke (K133) Zunächst unter der Bezeichnung „Neue Lombardsbrücke“ erbaut wurde diese von Bernhard Hermkes entworfene Balkenbrücke im Jahr 1963 in „Kennedybrücke“ umbenannt. Die Brücke steht unter Denkmalschutz. | Straße            | 1953      | St. Georg, Rotherbaum (53° 33′ 28″ N, 9° 59′ 53″ O)                 |
|      | Kersten-Miles-Brücke Diese Brücke ist nach einem Hamburger Bürgermeister des 15. Jahrhunderts benannt. Sie führt die Seewartenstraße über die Helgoländer Allee. Die Brücke steht unter Denkmalschutz. | Straße            |           | Neustadt, St. Pauli (53° 32′ 51″ N, 9° 58′ 16″ O)                   |
|      | Kibbelstegbrücken Diese Brücken führen über den Kehrwiederbrooksfleet und sind nicht im Straßenverzeichnis aufgeführt. | Fußweg            |           | Hamburg-Altstadt, HafenCity (53° 32′ 38″ N, 9° 59′ 35″ O)           |
|      | Kirchenheerwegbrücke Diese Brücke führt die gleichnamige Straße über den Südlichen Kirchwerder Sammelgraben. | Straße            |           | Kirchwerder (53° 24′ 42″ N, 10° 11′ 29″ O)                          |
|      | Kirchwerder Landwegbrücke Der Kirchwerder Landweg quert mit dieser Brücke die Gose Elbe. | Straße            |           | Neuengamme, Kirchwerder (53° 26′ 43″ N, 10° 10′ 30″ O)              |
|      | Klärchenbrücke Die Klärchenbrücke führt die gleichnamige Straße im Stadtteil Winterhude über den Leinpfadkanal. | Straße            |           | Winterhude (53° 35′ 17″ N, 9° 59′ 56″ O)                            |
|      | Kleekampbrücke Mit dieser Brücke quert der Kleekamp die Gleise in Nähe des U-Bahnhofs Fuhlsbüttel. | Straße            |           | Fuhlsbüttel (53° 37′ 58″ N, 10° 1′ 33″ O)                           |
|      | Kleine Wandrahmsbrücke Eine Brücke über einen kleinen Kanal zwischen Wandrahmfleet und Zollkanal. | Straße            |           | HafenCity (53° 32′ 45″ N, 9° 59′ 55″ O)                             |
|      | Klosteralleebrücke Diese Brücke führt die gleichnamige Straße über den Isebekkanal zum Lehmweg. Die Brücke steht unter Denkmalschutz. | Straße            |           | Harvestehude (53° 34′ 51″ N, 9° 58′ 47″ O)                          |
|      | Köhlbrandbrücke (K545) Die von Egon Jux entworfene, auf 75 Pfeilern stehende Brücke hängt zusätzlich an zwei 135 m hohen Pylonen, ist 3,94 km lang, 54 m hoch und verbindet die Stadtteile Waltershof und Steinwerder. Die Brücke steht unter Denkmalschutz. | Straße            | 1974      | Steinwerder, Waltershof, Wilhelmsburg (53° 31′ 18″ N, 9° 56′ 20″ O) |
|      | Körnerstraßenbrücke Diese Brücke führt die gleichnamige Straße beim Mühlenkamp über den Mühlenkampkanal. | Straße            |           | Winterhude (53° 34′ 46″ N, 10° 0′ 44″ O)                            |
|      | Kornhausbrücke (K595) Diese Brücke quert am Ende der Brandstwiete den Zollkanal. Das Kornhaus war ein Großlager für Getreide, um für Engpässe, z. B. bei Belagerungen vorbereitet zu sein. Die Brücke steht unter Denkmalschutz. | Straße            |           | Hamburg-Altstadt, HafenCity (53° 32′ 46″ N, 9° 59′ 50″ O)           |
|      | Kornweidenbrücke Mit dieser Straße quert die Kornweide die Wilhelmsburger Reichsstraße. 2009 abgerissen, wurde sie im Zuge der Verlaufsänderung der Wilhelmsburger Reichsstraße leicht nordöstlich versetzt neu errichtet. | Straße            |           | Wilhelmsburg (53° 28′ 54″ N, 9° 59′ 54″ O)                          |
|      | Krapphofschleusenbrücke Diese Brücke führt den Schleusendamm über die Krapphofschleuse. | Straße            |           | Allermöhe (53° 28′ 6″ N, 10° 11′ 20″ O)                             |
|      | Krausestraßenbrücke Diese Brücke führt die gleichnamige Straße über den Osterbekkanal. Die Brücke steht unter Denkmalschutz. | Straße            |           | Dulsberg, Barmbek-Nord (53° 35′ 1″ N, 10° 3′ 16″ O)                 |
|      | Krugkoppelbrücke Durch den Architekten Gustav Leo entworfene, unter Oberbaudirektor Fritz Schumacher erbaute Eisenbetonkonstruktion mit drei eingespannten Bögen, verziert mit farbigen Reliefen und Klinkerkeramik. Die Brücke überspannt den Mündungslauf der Außenalster und verbindet die Stadtteile Winterhude und Harvestehude. Die Brücke steht unter Denkmalschutz. | Straße            | 1927/28   | Harvestehude (53° 34′ 48″ N, 9° 59′ 57″ O)                          |
|      | Kuhmühlenbrücke Mit dieser Brücke quert die gleichnamige Straße den Mundsburger Kanal. Die Kuhmühle war eine Wassermühle, die 1874 abgerissen wurde. Die Brücke wurde ebenfalls 1874 ursprünglich aus Stein erbaut und nach 1964 durch eine Betonbrücke ersetzt. Sie steht unter Denkmalschutz.                                                                             | Straße            |           | Uhlenhorst, Hohenfelde (53° 33′ 57″ N, 10° 1′ 29″ O)                |
|      | Kuhmühlenteichbrücke Eine Eisenbahnbrücke über dem Kuhmühlenteich. | U-Bahn            | 1911/12   | Uhlenhorst, Hohenfelde (53° 33′ 57″ N, 10° 1′ 34″ O)                |
|      | Kühnbrücke Die Kühnbrücke ist eine Fußgängerbrücke, die über die Alster führt und die Stadtteile Hummelsbüttel und Wellingsbüttel verbindet. | Straße            |           | Ohlsdorf (53° 38′ 0″ N, 10° 2′ 30″ O)                               |
|      | Kulenstückbrücke Zwischen den Straßen Twisselwisch und Grellkamp führt diese Brücke über den Bornbach. | Straße            |           | Langenhorn (53° 39′ 20″ N, 9° 59′ 52″ O)                            |
|      | Kupferdammbrücke Mit dieser Brücke quert die gleichnamige Straße die Wandse. | Straße            |           | Farmsen-Berne (53° 35′ 42″ N, 10° 7′ 9″ O)                          |
|      | Kurfürstenbrücke Die Brücke quert den Alten Schleusengraben, der hier in die Dove Elbe mündet. Der Name leitet sich wahrscheinlich von der ehemaligen Bebauung ab. Dort standen sieben Hütten, die als „Kurfürsten“ bezeichnet wurden. | Straße            |           | Curslack, Allermöhe (53° 28′ 2″ N, 10° 11′ 44″ O)                   |

## L
| Foto | Name, Kurzbeschreibung | Nutzung | (Erst)Bau           | Stadtteil, Lage                                                                 |
| ---- | --- | ------- | ------------------- | ------------------------------------------------------------------------------- |
|      | Ladenbeker-Furtweg-Brücke (L330) Mit dieser Brücke überquert die gleichnamige Straße östlich der Boberger Niederung die Bille. | Straße  |                     | Lohbrügge (53° 29′ 51″ N, 10° 10′ 53″ O)                                        |
|      | Landscheidewegbrücke Der Ochsenwerder Landscheideweg überquert mit der Landscheidewegbrücke den Ochsenwerder Schöpfwerksgraben in den Vierlanden. Die Brücke hat die Brückennummer 146. | Straße  |                     | Ochsenwerder (53° 28′ 2″ N, 10° 5′ 3″ O)                                        |
|      | Langenhorner-Markt-Brücke Mit dieser Brücke quert die Tangstedter Landstraße die U-Bahn-Gleise bei der Haltestelle Langenhorn-Markt. Die Brücke wurde im Sommer 2015 instand gesetzt und erhielt einen neuen Fahrbahnbelag, der dem Entstehen von Spurrinnen vorbeugt.                             | Straße  | Instandsetzung 2015 | Langenhorn (53° 38′ 58″ N, 10° 1′ 2″ O)                                         |
|      | Langenzugbrücke Bogenbrücke zwischen dem Langen Zug und der Außenalster. Über den Säulen befinden sich Balkone mit z. T. verziertem Brückengeländer. Unterhalb des jeweils – je nach Blickrichtung – rechten Balkons befinden sich geflieste, leere Nischen. Die Brücke steht unter Denkmalschutz. | Straße  | 1864                | Winterhude, Uhlenhorst (53° 34′ 39″ N, 10° 0′ 36″ O)                            |
|      | Langwischbrücke Eine Alsterbrücke für Fußgänger und Fahrradfahrer. | Fußweg  | 1914                | Wellingsbüttel, Poppenbüttel (53° 38′ 30″ N, 10° 4′ 1″ O)                       |
|      | Legienbrücke Mit der Legienbrücke quert die Legienstraße die Gleise südöstlich der gleichnamigen U-Bahn-Station. | Straße  |                     | Horn, Billstedt (53° 32′ 47″ N, 10° 5′ 53″ O)                                   |
|      | Leichterkanalbrücke Eine ehemalige Brücke, im Zuge der Verfüllung des Leichterkanals 2001–2004 abgerissen und durch einen einfachen Straßen- bzw. Bahnstreckenabschnitt ersetzt worden. |         |                     | Steinwerder (53° 31′ 37″ N, 9° 58′ 4″ O)                                        |
|      | Leinpfadbrücke Die Leinpfadbrücke führt die gleichnamige Straße über den Leinpfadkanal. Die Brücke steht unter Denkmalschutz. | Straße  |                     | Winterhude (53° 35′ 34″ N, 9° 59′ 41″ O)                                        |
|      | León-Brücke (L397) Die Leon-Brücke quert den Brooktorhafen zwischen dem Dar-es-Salaam-Platz und dem Maritimen Museum. | Fußweg  |                     | HafenCity (53° 32′ 37″ N, 9° 59′ 58″ O)                                         |
|      | Liebigbrücke Mit dieser Brücke quert die Liebigstraße den Tiefstackkanal südlich der Bille. Die Brücke steht unter Denkmalschutz. | Straße  | 1914–16             | Billbrook, Rothenburgsort (53° 32′ 10″ N, 10° 4′ 24″ O)                         |
|      | Litzowstraßenbrücke Über diese Straßenbrücke quert die Litzowstraße in der Nähe des Hamburger Staatsarchivs die Wandse. | Straße  |                     | Wandsbek (53° 34′ 34″ N, 10° 4′ 5″ O)                                           |
|      | Lokstedter Brücke über die Tarpenbek | Straße  |                     | Groß Borstel (53° 36′ 19″ N, 9° 58′ 0″ O)                                       |
|      | Lombardsbrücke (L243) Diese Eisenbahn- und Straßenbrücke führt über die Alster. | Straße  |                     | Hamburg-Altstadt, Neustadt, St. Georg, Rotherbaum (53° 33′ 25″ N, 9° 59′ 50″ O) |
|      | Lotsebrücke führt im Verlauf der Konsul-Ritter-Straße über den Ziegelwiesenkanal | Straße  |                     | Harburg, Heimfeld (53° 28′ 5″ N, 9° 58′ 55″ O)                                  |

## M
| Foto | Name, Kurzbeschreibung | Nutzung   | (Erst)Bau | Stadtteil, Lage                                                  |
| ---- | --- | --------- | --------- | ---------------------------------------------------------------- |
|      | Magdeburger Brücke führt die Versmannstraße über den Magdeburger Hafen; (Hafenbrücke) | Straße    |           | HafenCity (53° 32′ 28″ N, 10° 0′ 3″ O)                           |
|      | Mahatma-Gandhi-Brücke (M447) Diese nach dem indischen Politiker benannte Brücke verbindet zwischen Kaiserkai und Sandtorkai und überquert den Sandtorhafen. | Straße    |           | HafenCity (53° 32′ 31″ N, 9° 59′ 7″ O)                           |
|      | Manilabrücke Fußgängerbrücke über den Überseering. Die Brücken der City Nord sind nach überseeischen Handelszentren benannt. | Fußweg    |           | Winterhude (53° 36′ 25″ N, 10° 1′ 22″ O)                         |
|      | Mansteinbrücke Mit der Mansteinbrücke quert die gleichnamige Straße den Isebekkanal. | Straße    |           | Eimsbüttel, Harvestehude (53° 34′ 34″ N, 9° 58′ 13″ O)           |
|      | Maria-Louisen-Brücke Die Maria-Louisen-Brücke führt die gleichnamige Straße über den Leinpfadkanal in Hamburg-Winterhude. | Straße    |           | Winterhude (53° 35′ 5″ N, 9° 59′ 53″ O)                          |
|      | Marion-Gräfin-Dönhoff-Brücke Die Fußbrücke verbindet die Alsterarkaden mit dem Alten Wall über die Alster. | Fußweg    | 2018      | Hamburg-Altstadt, Neustadt (53° 33′ 4″ N, 9° 59′ 26″ O)          |
|      | Marktkanalbrücke verfüllt, nur noch ein Rohrdurchlass vorhanden; führte die Peutestraße über den Marktkanal | Straße    |           | Veddel (53° 31′ 39″ N, 10° 1′ 31″ O)                             |
|      | Maurienstraßenbrücke Die Brücke führt über den Osterbekkanal und verbindet die Maurienstraße zwischen den Stadtteilen Barmbek-Nord und Barmbek-Süd. | Fußweg    | 2022      | Barmbek-Nord, Barmbek-Süd (53° 35′ 2″ N, 10° 2′ 46″ O)           |
|      | Maxstraßenbrücke Mit dieser Brücke quert die gleichnamige Straße den Eilbekkanal. Die Brücke steht unter Denkmalschutz. | Straße    |           | Barmbek-Süd, Eilbek (53° 34′ 22″ N, 10° 2′ 50″ O)                |
|      | Meenkbrücke Über die Meenkbrücke quert die Straße Meenkwiese die Alster. Die Brücke steht unter Denkmalschutz. | Straße    |           | Eppendorf, Winterhude (53° 35′ 56″ N, 9° 59′ 29″ O)              |
|      | Mellingbekbrücke (M389) Die Straße Poppenbüttler Berg quert mit dieser Brücke die Mellingbek westlich der Alsterschleife in Poppenbüttel. | Straße    | 1977      | Poppenbüttel, Lemsahl-Mellingstedt (53° 40′ 16″ N, 10° 5′ 16″ O) |
|      | Metzgerbrücke Mit dieser Brücke quert die Wilhelm-Metzger-Straße die Alster zwischen Inselkanal und Skagerrakkanal in Alsterdorf. | Straße    |           | Alsterdorf (53° 36′ 22″ N, 9° 59′ 42″ O)                         |
|      | Michaelisbrücke (M182) Eine Fußgängerbrücke über das Herrengrabenfleet. An dieser Stelle stand ursprünglich eine in den 80er Jahren des 19. Jahrhunderts erbaute Straßenbrücke, die im Zweiten Weltkrieg zerstört würde.                                                                                           |           |           | Neustadt (53° 32′ 58″ N, 9° 59′ 4″ O)                            |
|      | Mittelkanalbrücke Diese Brücke quert den Sonninkanal an seiner Einmündung in den Mittelkanal. |           |           | Hammerbrook (53° 32′ 45″ N, 10° 1′ 1″ O)                         |
|      | Mittlerer-Landweg-Brücke Diese Brücke quert den Südlichen Bahngraben nahe der S-Bahn-Station Mittlerer Landweg. | Straße    |           | Allermöhe, Billwerder (53° 29′ 39″ N, 10° 7′ 39″ O)              |
|      | Moorfleeter Autobahnbrücke Norderelbbrücke im Zuge der A 1 | Autobahn  | 1962      | Moorfleet, Wilhelmsburg                                          |
|      | Moorfleeter Brücke Die Brücke ist nach der Moorfleeter Straße benannt. Sie quert mit dieser die Bundesstraße 5. | Straße    | 1969      | Billstedt (53° 32′ 20″ N, 10° 5′ 59″ O)                          |
|      | Moorfurthbrücke Die Brücke überquert den Goldbekkanal und verbindet den Poßmoorweg mit dem Goldbekufer. | Straße    |           | Winterhude (53° 35′ 5″ N, 10° 0′ 35″ O)                          |
|      | Moorkanalbrücke Mit dieser Brücke quert die Hovestraße den Moorkanal. Die Brücke steht unter Denkmalschutz. | Straße    |           | Veddel (53° 31′ 7″ N, 10° 2′ 36″ O)                              |
|      | Moorreyenbrücke über den Raakmoorgraben | Straße    |           | Langenhorn (53° 38′ 41″ N, 10° 1′ 30″ O)                         |
|      | Moorstraßenbrücke Eine Brücke über dem Bahnhofskanal. Sie ist nach dem Moorweg benannt, der östlich vom Seevekanal durchs Moor führt. | Straße    |           | Harburg (53° 27′ 26″ N, 9° 59′ 18″ O)                            |
|      | Moorwerder Autobahnbrücke Süderelbbrücke im Zuge der A 1 | Autobahn  |           | Wilhelmsburg, Harburg (53° 28′ 27″ N, 10° 1′ 23″ O)              |
|      | Moses-Mendelsohn-Brücke (M433) Eine Fußgängerbrücke über die südliche Rampe der Seehafenbrücke. Benannt nach dem Philosophen Moses Mendelssohn. |           |           | Harburg (53° 27′ 47″ N, 9° 58′ 38″ O)                            |
|      | Müggenburger Hafenbahnbrücke Die Brücke quert die Müggenburger Durchfahrt in der Nähe der S-Bahn-Station Veddel-Ballinstadt. | Eisenbahn |           | Kleiner Grasbrook (53° 31′ 19″ N, 10° 0′ 39″ O)                  |
|      | Müggenburger Zollhafenbrücke Der gleichnamige Zollhafen, über den die Brücke führt, verbindet den Spreehafen und den Müggenburger Kanal. | Straße    |           | Veddel (53° 31′ 19″ N, 10° 1′ 29″ O)                             |
|      | Muharrem-Acar-Brücke Die Brücke wurde nach einem türkischen Einwanderer benannt, um durch ihn stellvertretend eine Einwanderergeneration zu ehren. | Fußweg    |           | Wilhelmsburg (53° 29′ 52″ N, 10° 0′ 22″ O)                       |
|      | Mühlenbachbrücke Die Mühlenbachbrücke quert die Glinder Au im Stadtteil Billstedt. |           |           | Billstedt (53° 31′ 48″ N, 10° 7′ 47″ O)                          |
|      | Mühlenbrücke Die Mühlenbrücke quert das Mönkedammfleet im Verlauf des Großen Burstah. Der Name der Brücke erinnert an die um 1200 hier errichtete erste Wassermühle Hamburgs, auch als Rats- oder Niedermühle bezeichnet zur Unterscheidung von der 1265 nahe der heutigen Reesendammbrücke errichteten Obermühle. | Straße    |           | Hamburg-Altstadt (53° 32′ 56″ N, 9° 59′ 28″ O)                   |
|      | Mühlenkampbrücke Bogenbrücke, die Uhlenhorst und Winterhude verbindet. Sie ist nach dem Mühlenkamp benannt. | Straße    | 1900      | Winterhude, Uhlenhorst (53° 34′ 46″ N, 10° 0′ 48″ O)             |
|      | Mühlenstraßenbrücke Das Wehr unterhalb der Mühlenstraßenbrücke begrenzt den Mühlenteich und markiert das Ende der Wandse, dahinter beginnt die Eilbek. | Straße    |           | Wandsbek (53° 34′ 30″ N, 10° 3′ 32″ O)                           |
|      | Mundsburger Brücke Mit 55 Metern Breite ist die Mundsburger Brücke die breiteste Straßenbrücke in Hamburg. Ihr fehlen 15 Meter, um als Tunnel gelten zu können. Die Brücke steht unter Denkmalschutz. | Straße    |           | Uhlenhorst, Hohenfelde (53° 33′ 56″ N, 10° 1′ 11″ O)             |

## N
| Foto | Name, Kurzbeschreibung | Nutzung           | (Erst)Bau | Stadtteil, Lage                                                  |
| ---- | --- | ----------------- | --------- | ---------------------------------------------------------------- |
|      | Nettelnburger Brücke (N216) Mit dieser Brücke quert die Nettelnburger Straße das Landscheidefleet in Allermöhe.                                                   | Straße            |           | Bergedorf, Allermöhe, Neuallermöhe (53° 28′ 40″ N, 10° 11′ 5″ O) |
|      | Neue Elbbrücke Norderelbbrücke im Zuge der B 4/B 75; Stahlbetonkonstruktion; nicht im Straßenverzeichnis aufgeführt. Die Brücke steht unter Denkmalschutz.        | Straße            | 1884/1887 | Rothenburgsort, Veddel (53° 31′ 55″ N, 10° 1′ 34″ O)             |
|      | Neuenfelder Straßenbrücke siehe Hermann-Keesenberg-Brücke | Straße            |           | Wilhelmsburg                                                     |
|      | Neuengammer Blaue Brücke Zwischen dem Neuengammer Hausdeich und dem Curslacker Deich führt diese Brücke über die Dove Elbe.                                       | Straße            |           | Curslack, Neuengamme (53° 26′ 15″ N, 10° 14′ 13″ O)              |
|      | Neuengammer Durchstichbrücke Eine im Jahr 1934 errichtete Stahlbetonbrücke über den Neuengammer Durchstich, einen Kanal zwischen der Dove Elbe und der Gose Elbe. | Straße            | 1934      | Neuengamme (53° 27′ 50″ N, 10° 11′ 42″ O)                        |
|      | Neuengammer Hausdeichbrücke Diese Brücke ist nach dem Neuengammer Hausdeich benannt. Als „Hausdeich“ bezeichnet man einen Deich, an oder auf dem Häuser stehen.   | Straße            |           | Neuengamme (53° 26′ 7″ N, 10° 14′ 15″ O)                         |
|      | Neuengammer Hinterdeichbrücke Diese Brücke ist nach dem Hinterdeich in Neuengamme benannt. Sie führt bei Achterdeich über den Neuengammer Durchstich.             | Straße            |           | Neuengamme (53° 26′ 56″ N, 10° 10′ 27″ O)                        |
|      | Neuerwallbrücke Mit dieser Brücke quert der Neue Wall den Neuerwallfleet zwischen Alsterfleet und Bleichenfleet.                                                  | Straße            |           | Neustadt (53° 33′ 5″ N, 9° 59′ 24″ O)                            |
|      | Neuerwegsbrücke (N223) Zwischen den Straßen Am Sandtorkai und St. Annenfleet führt diese Brücke über das St. Annenfleet.                                          | Straße            |           | HafenCity (53° 32′ 39″ N, 9° 59′ 47″ O)                          |
|      | Neue Veringkanaldrehbrücke Der Name des Veringkanals geht auf Hermann Vering zurück, der das umliegende Gebiet für die Besiedlung erschloss.                      | Straße            |           | Wilhelmsburg (53° 30′ 38″ N, 9° 59′ 2″ O)                        |
|      | New-York-Brücke Eine der vielen Fußgängerbrücken in der City Nord, deren Namen an die großen Überseeischen Handelszentren erinnern.                               | Fußweg            |           | Winterhude (53° 36′ 10″ N, 10° 1′ 10″ O)                         |
|      | Niederbaumbrücke (N233) Die Brücke quert den Binnenhafen zwischen dem Baumwall und dem Freihafen.                                                                 | Straße            |           | HafenCity, Neustadt (53° 32′ 37″ N, 9° 58′ 57″ O)                |
|      | Niedernfelder Brücke Eine Brücke in Nähe der S-Bahn-Station Veddel-Ballinstadt, die den Saalehafen vom Spreehafen trennt.                                         | Straße            |           | Kleiner Grasbrook (53° 31′ 23″ N, 10° 0′ 34″ O)                  |
|      | Niendorfer Brücke Die Niendorfer Brücke wurde im Jahr 1878 errichtet und im Jahr 1953 verstärkt. Sie überquert die Tarpenbek.                                     | Straße            | 1878      | Groß Borstel (53° 36′ 36″ N, 9° 57′ 54″ O)                       |
|      | Nikolaibrücke Mit dieser Brücke quert die Willy-Brandt-Straße das Nikolaifleet.                                                                                   | Straße            |           | Hamburg-Altstadt (53° 32′ 50″ N, 9° 59′ 35″ O)                   |
|      | Norderlochbrücke Diese Brücke ist nach dem Gewässer Norderloch – das Steinwerder mit dem Fährkanal verbindet – benannt.                                           | Straße, Eisenbahn |           | Steinwerder (53° 32′ 16″ N, 9° 58′ 6″ O)                         |
|      | Nordkanalbrücke (N195) Eine Brücke zwischen der Amsinckstraße und der Nordkanalstraße. Sie ist nach dem Nordkanal benannt, der inzwischen zugeschüttet wurde.     | Straße            |           | Hammerbrook (53° 32′ 52″ N, 10° 0′ 45″ O)                        |
|      | Nordmarkstraßenbrücke Mit dieser Brücke quert die gleichnamige Straße die Wandse.                                                                                 | Straße            |           | Tonndorf (53° 35′ 9″ N, 10° 6′ 34″ O)                            |

## O
| Foto | Name, Kurzbeschreibung | Nutzung           | (Erst)Bau | Stadtteil, Lage                                           |
| ---- | --- | ----------------- | --------- | --------------------------------------------------------- |
|      | Oberbaumbrücke (O202) Diese Brücke quert den Oberhafen und verbindet die Straßen Poggenmühle und Deichtorplatz. Die Brücke steht unter Denkmalschutz.                                                   | Straße            | 1962/63   | Hamburg-Altstadt, HafenCity (53° 32′ 47″ N, 10° 0′ 14″ O) |
|      | Oberhafenbrücke Diese Brücke überquert den Oberhafen zwischen Stockmeyerstraße und Stadtdeich. | Straße, Eisenbahn | 1904      | HafenCity, Hammerbrook (53° 32′ 43″ N, 10° 0′ 25″ O)      |
|      | Ochsenwerder Landstraßenbrücke Über diese Brücke quert die Ochsenwerder Landstraße in den Vierlanden den Tatenberger Hauptgraben. Die Brücke hat die Brückennummer 143.                                 | Straße            | 1916      | Tatenberg (53° 29′ 7″ N, 10° 4′ 20″ O)                    |
|      | Odemannbrücke Die Brücke ist nach der Straße Odemanns Heck benannt und führt diese über die Dove Elbe.                                                                                                  | Straße            | 1961      | Curslack, Neuengamme (53° 26′ 49″ N, 10° 13′ 15″ O)       |
|      | Öjendorfer Brücke Die Brücke führt beim U-Bahnhof Billstedt über die Bahngleise. | Straße            | 1968      | Billstedt (53° 32′ 31″ N, 10° 6′ 34″ O)                   |
|      | Ölmühlenwegbrücke Diese Brücke führt die gleichnamige Straße über die Wandse. | Straße            | vor 1938  | Wandsbek, Tonndorf (53° 34′ 58″ N, 10° 6′ 7″ O)           |
|      | Oortkatenwegbrücke Mit dieser Brücke führt die gleichnamige Straße den Nördlichen Ochsenwerder Sammelgraben. Das Wort „Oort“ bedeutet „Ecke“, denn an dieser Stelle befand sich eine Krümmung im Deich. | Straße            |           | Ochsenwerder (53° 27′ 34″ N, 10° 6′ 37″ O)                |
|      | Osakabrücke Eine Fußgängerbrücke, die in der City-Nord über den New-York-Ring führt. | Fußweg            | 1975      | Winterhude (53° 36′ 8″ N, 10° 1′ 5″ O)                    |
|      | Östliche Bahnhofskanal-Klappbrücke Klappbrücke über den östlichen Bahnhofskanal. Verbindet Veritaskai und Neuländer Straße. Die Brücke steht unter Denkmalschutz.                                       | Straße            |           | Harburg (53° 27′ 57″ N, 9° 59′ 24″ O)                     |
|      | Otto-Sill-Brücke (O206) Otto Sill war Hamburger Oberbaudirektor von 1964 bis 1971. Die nach ihm benannte Brücke führt über das Alsterfleet nahe des U-Bahnhof Baumwall.                                 | Straße            | 1988      | Hamburg-Altstadt, Neustadt (53° 32′ 40″ N, 9° 59′ 1″ O)   |

## P
| Foto | Name, Kurzbeschreibung | Nutzung         | (Erst)Bau | Stadtteil, Lage                                 |
| ---- | --- | --------------- | --------- | ----------------------------------------------- |
|      | Pappelalleebrücke Zwischen den S-Bahnhöfen Hasselbrook und Wandsbeker Chaussee führt diese Brücke über die Gleise der S-Bahn sowie der Güterumgehungsbahn. | Straße          |           | Eilbek, Marienthal (53° 34′ 6″ N, 10° 3′ 39″ O) |
|      | Parkseebrücke Über die Parkseebrücke quert der Südring beim Goldbekkanal den Zufluss des Stadtparksees im Hamburger Stadtpark. | Straße          |           | Winterhude (53° 35′ 28″ N, 10° 1′ 30″ O)        |
|      | Paul-Bäumer-Brücke (P257) Führt über die Zeppelinstraße (B 433) | Fuß- und Radweg |           | Fuhlsbüttel (53° 38′ 0″ N, 10° 0′ 35″ O)        |
|      | Paul-Stritter-Brücke Die Brücke überquert in der Verlängerung der Feuerbachstraße die Gleise der U-Bahn-Linie 1.Sie ist nach dem Pastor Paul Stritter (1863–1946), dem Direktor der Alsterdorfer Anstalten benannt.                                                        | Fußweg          |           | Alsterdorf (53° 36′ 48″ N, 10° 1′ 42″ O)        |
|      | Pickhubenbrücke Die Pickhubenbrücke führt über das Kleine Fleet, der Verbindung von Zollkanal, Wandrahmsfleet und Brooksfleet im Übergang zum St. Annenfleet in der Speicherstadt. Die Brücke steht unter Denkmalschutz.                                                   | Straße          |           | HafenCity (53° 32′ 40″ N, 9° 59′ 44″ O)         |
|      | Pinkertbrücke Mit dieser Brücke quert der Pinkertweg den Industriekanal. | Straße          |           | Billbrook (53° 31′ 39″ N, 10° 5′ 2″ O)          |
|      | Poelchaukampbrücke Mit dieser Brücke quert die gleichnamige Straße den Mühlenkampkanal. | Straße          |           | Winterhude (53° 34′ 54″ N, 10° 0′ 37″ O)        |
|      | Poggenmühlenbrücke Mit dieser Brücke quert die gleichnamige Straße das Wandrahmsfleet in der Hamburger Speicherstadt. Hier stand zwischen 1555 und 1865 eine Wassermühle, die als Walk- und Pochmühle genutzt wurde. Aus der Bezeichnung entwickelte sich der Straßenname. | Straße          |           | HafenCity (53° 32′ 46″ N, 10° 0′ 8″ O)          |
|      | Pollhofsbrücke Eine Brücke, die im gleichnamigen Gebiet die Brookwetterung quert. | Straße          |           | Bergedorf (53° 28′ 44″ N, 10° 13′ 57″ O)        |
|      | Postbrücke Eine Brücke, die das Bleichenfleet quert. Sie ist nach dem nahen Postgebäude benannt, das in den Jahren 1845 bis 1847 erbaut wurde und heute als Bürogebäude dient.                                                                                             | Straße          |           | Neustadt (53° 33′ 9″ N, 9° 59′ 27″ O)           |
|      | Pulverturmsbrücke (P216) Mit dieser Brücke quert die gleichnamige Straße das Herrengrabenfleet. Die Brücke steht unter Denkmalschutz. | Straße          | 1903      | Neustadt (53° 32′ 52″ N, 9° 59′ 0″ O)           |

## R
| Foto | Name, Kurzbeschreibung | Nutzung                       | (Erst)Bau | Stadtteil, Lage                                              |
| ---- | --- | ----------------------------- | --------- | ------------------------------------------------------------ |
|      | Randersweidebrücke Diese Brücke führt die gleichnamige Straße über die Kampbille. Der Name Randersweide bezeichnet eine „Weide, die an einer Grenze liegt“. | Straße                        |           | Bergedorf (53° 28′ 48″ N, 10° 11′ 54″ O)                     |
|      | Rathenaubrücke Diese Brücke hieß ursprünglich „Westliche Skagerrakbrücke“ und führt über den Skagerrakkanal im Stadtteil Alsterdorf. Die Brücke wurde im Jahr 1958 nach dem Schriftsteller und Politiker Walther Rathenau benannt.                                                                                  | Straße                        |           | Alsterdorf (53° 36′ 25″ N, 9° 59′ 49″ O)                     |
|      | Ratsmühlendammbrücke Mit dieser Brücke quert die gleichnamige Straße die Alster. | Straße                        |           | Ohlsdorf, Fuhlsbüttel (53° 37′ 34″ N, 10° 1′ 44″ O)          |
|      | Reesendammbrücke Die Brücke überspannt die Kleine Alster in der Verlängerung des Jungfernstiegs und steht unter Denkmalschutz. | Straße.                       | 1843/44   | Hamburg-Altstadt, Neustadt (53° 33′ 8″ N, 9° 59′ 38″ O)      |
|      | Reginenortbrücke Überspannte die westliche Einfahrt des Müggenburger Kanals. Die Brücke stand unter Denkmalschutz. Der Eisenbahnbetrieb wurde 2009 eingestellt, der Fußweg über die Brücke 2020 gesperrt und die Brücke selbst im Jahr 2024 abgerissen.                                                             | Eisenbahn                     | um 1905   | Veddel (53° 31′ 17″ N, 10° 1′ 41″ O)                         |
|      | Reichstagsbrücke Diese Brücke überquert den Inselkanal und verbindet die Straßen Kugelfang und Inselstraße. Sie wurde in Erinnerung an den Hamburger Reichstagsabgeordneten Wilhelm Metzger (SPD) benannt. Ursprünglich stand hier – ab 1914 – eine Holzbrücke, die 1954 durch eine Stahlbetonbrücke ersetzt wurde. | Straße                        |           | Alsterdorf (53° 36′ 24″ N, 9° 59′ 36″ O)                     |
|      | Reiherstiegbrücke Diese Brücke quert den Reiherstieg nahe der Ellerholzbrücke. | Eisenbahn                     |           | Kleiner Grasbrook, Steinwerder (53° 31′ 38″ N, 9° 58′ 36″ O) |
|      | Reiherstieg-Klappbrücke Mit dieser Klappbrücke quert die Neuhöfer Straße den Reiherstieg. | Straße                        |           | Wilhelmsburg (53° 30′ 45″ N, 9° 58′ 17″ O)                   |
|      | Reimersbrücke (R124) Mit dieser Brücke quert die Reimerstwiete das Nikolaifleet. Angeblich handelt es sich um die älteste, mit Sicherheit jedoch um eine der ältesten Brücken Hamburgs. | Fußweg                        |           | Hamburg-Altstadt (53° 32′ 47″ N, 9° 59′ 29″ O)               |
|      | Reitbrooker Mühlenbrücke (R141) Diese Brücke wurde 1976 errichtet und verbindet den Reitbrooker Deich mit dem Allermöher Deich. Sie führt über die Dove Elbe. | Straße                        |           | Reitbrook, Allermöhe (53° 28′ 3″ N, 10° 10′ 23″ O)           |
|      | Reiterbrücke Diese Fußgängerbrücke führt den Alsterwanderweg über die Alster. Sie wurde früher im Wesentlichen von Sportreitern benutzt. Dabei handelte es sich um wohlhabende Hamburger, die ihre Pferde in den Reitställen der Bauern von Klein Borstel untergestellt haben.                                      | Straße                        |           | Fuhlsbüttel (53° 37′ 58″ N, 10° 2′ 7″ O)                     |
|      | Reitschleusenbrücke Die Brücke führt von Ochsenwerder in das Naturschutzgebiet Die Reit. Daran lehnt sich auch die Benennung an. | Straße                        |           | Ochsenwerder, Reitbrook (53° 28′ 35″ N, 10° 6′ 14″ O)        |
|      | Rentzelstraßenbrücke Die Brücke ist nach der Rentzelstraße benannt. Sie überquert die Gleise Hamburg-Altonaer Verbindungsbahn in Nähe des Hamburger Fernsehturms. | Straße                        |           | St. Pauli, Rotherbaum (53° 33′ 50″ N, 9° 58′ 37″ O)          |
|      | Rethe-Klappbrücke, 2016 als Ersatz für die Rethe-Hubbrücke fertiggestellt. Die Brücke überquert die Rethe und verbindet die Hohe Schaar mit Neuhof | Straße, Fuß/Radweg, Eisenbahn | 2016      | Wilhelmsburg (53° 30′ 14″ N, 9° 57′ 58″ O)                   |
|      | Richardstraßenbrücke Mit dieser Brücke überquert die gleichnamige Straße den Eilbekkanal. Die Brücke steht unter Denkmalschutz. | Straße                        | um 1890   | Uhlenhorst, Barmbek-Süd (53° 34′ 11″ N, 10° 2′ 16″ O)        |
|      | Robert-Schuman-Brücke (R435) Erbaut ursprünglich als Wandsbeker Rathausbrücke, seit 1988 benannt nach Robert Schuman; überspannt im Verlauf des Ring 2 die Gleise der Bahnstrecke Hamburg-Lübeck und ist nur für Kraftfahrzeuge befahrbar; für Fußgänger und Radfahrer besteht ein Tunnel unter den Gleisen.        | Straße                        |           | Wandsbek, Marienthal (53° 34′ 8″ N, 10° 4′ 23″ O)            |
|      | Rolandsbrücke (R265) ehemalige Brücke, überspannte das Reichenstraßenfleet, das 1877 zugeschüttet wurde; heute nur noch Straßenname | Straße                        |           | Hamburg-Altstadt (53° 32′ 55″ N, 9° 59′ 40″ O)               |
|      | Rönnhaidbrücke Die Rönnhaidbrücke wurde zwischen 1969 und 1970 errichtet. Es ist eine Fußgängerbrücke, die das Einkaufszentrum Hamburger Meile mit dem U-Bahnhof Hamburger Straße verbindet. | Fußweg                        |           | Barmbek-Süd (53° 34′ 32″ N, 10° 2′ 8″ O)                     |
|      | Roosenbrücke Diese Brücke ist nach der Familie Roosen benannt, die zwischen 1832 und 1920 das umliegende Gelände – unter anderem einen Park – besaß. Mit dieser Brücke quert der Baumwall den Herrengrabenfleet. | Straße                        |           | Neustadt (53° 32′ 40″ N, 9° 58′ 51″ O)                       |
|      | Rosenbrookbrücke Doppelbrücke über die Tarpenbek, Teil des Rings 2 | Straße                        |           | Groß Borstel (53° 36′ 9″ N, 9° 59′ 10″ O)                    |
|      | Roßbrücke Mit dieser Brücke überquert der Roßweg den Roßkanal. Sie verbindet Neuhof mit Steinwerder. | Straße                        |           | Steinwerder (53° 31′ 22″ N, 9° 56′ 32″ O)                    |
|      | Rote Brücke (R305) Eine von ursprünglich drei (Rote, Blaue und Grüne), heute sechs Billebrücken (Braune, Gelbe und Schwarze Brücke), die zur Orientierung in verschiedenen Farben gestrichen sind. Es ist strittig, ob die Farbwahl den Flussschiffern oder den Arbeitern die Orientierung erleichtern sollte.      | Straße                        |           | Billstedt, Billbrook (53° 31′ 53″ N, 10° 6′ 43″ O)           |
|      | Rückersbrücke Diese Brücke ist nach dem Rückersweg benannt. Sie überquert den Mittelkanal. | Straße                        |           | Hamm (53° 32′ 58″ N, 10° 3′ 51″ O)                           |

## S
| Foto                                                              | Name, Kurzbeschreibung | Nutzung   | (Erst)Bau | Stadtteil, Lage                                                   |
| ----------------------------------------------------------------- | --- | --------- | --------- | ----------------------------------------------------------------- |
|                                                                   | Saarlandbrücke Die Benennung dieser Brücke erinnerte an die Angliederung des Saarlands an das Deutsche Reich im Jahre 1935. | Straße    | 1916      | Winterhude (53° 35′ 5″ N, 10° 2′ 1″ O)                            |
|                                                                   | Sachsenbrücke (S006) Die Brücke quert den Saalehafen zwischen der Dessauer Straße und der Straße Am Seehafen. | Straße    |           | Kleiner Grasbrook (53° 31′ 41″ N, 10° 0′ 53″ O)                   |
|                                                                   | Sandbrücke Die Sandbrücke wurde von Franz Andreas Meyer entworfen. Westlich der Brücke liegt der Kehrwiederfleet, östlich der Brooksfleet | Straße    | 1887      | HafenCity (53° 32′ 37″ N, 9° 59′ 24″ O)                           |
| „Saseler Straßenbrücke“ über die U1 im Verlauf der Saseler Straße | Saseler Straßenbrücke Eine Brücke über die U-Bahn zwischen der Ringstraße und dem Berner Heerweg. | Straße    |           | Farmsen-Berne, Rahlstedt (53° 37′ 53″ N, 10° 8′ 44″ O)            |
|                                                                   | Schaarsteinwegsbrücke (S087) Die Brücke quert den Herrengrabenfleet und steht unter Denkmalschutz. | Straße    |           | Neustadt (53° 32′ 45″ N, 9° 58′ 55″ O)                            |
|                                                                   | Schaartorbrücke (S089) Die Brücke führt die gleichnamige Straße über das Alsterfleet. | Straße    |           | Hamburg-Altstadt (53° 32′ 44″ N, 9° 59′ 0″ O)                     |
|                                                                   | Schäferhofbrücke Mit dieser Brücke quert die gleichnamige Straße die U-Bahn zwischen Fuhlsbüttel-Nord und Langenhorner Markt. | Straße    |           | Langenhorn (53° 38′ 35″ N, 10° 1′ 1″ O)                           |
|                                                                   | Schiefe Brücke Eine Brücke, die die Dove Elbe in einem schiefen Winkel quert – daher der Name. | Straße    |           | Curslack, Neuengamme (53° 27′ 51″ N, 10° 12′ 5″ O)                |
|                                                                   | Schiffbeker Brücke Mit dieser Brücke quert der Schiffbeker Weg die U-Bahn. Schiffbek war ein Dorf, das mit zwei weiteren in den Ortsteil Hamburg-Billstedt überging. | Straße    |           | Billstedt (53° 32′ 38″ N, 10° 6′ 14″ O)                           |
|                                                                   | Schlachthofbrücke (S918) Als der Harburger Bahnhof gebaut wurde, wurde diese Brücke miterrichtet. Sie wurde nach einem Schlachthof benannt, der nordöstlich des Bahnhofs stand. | Straße    |           | Harburg, Wilstorf (53° 27′ 17″ N, 9° 59′ 32″ O)                   |
|                                                                   | Schleemer Brücke Mit dieser Brücke quert der Schleemer Weg die U-Bahn. Dieser ist nach der aufgegebenen Siedlung Schleem benannt, die zwischen Schiffbek und Steinbek lag. | Straße    |           | Billstedt (53° 32′ 25″ N, 10° 6′ 50″ O)                           |
|                                                                   | Schleidenbrücke Mit dieser Brücke quert die gleichnamige Straße den Osterbekkanal. Die Brücke steht unter Denkmalschutz. | Straße    |           | Winterhude, Barmbek-Süd, Barmbek-Nord (53° 35′ 5″ N, 10° 2′ 1″ O) |
|                                                                   | Schleusenbrücke (S203) Die Schleusenbrücke führt in Verlängerung der Poststraße über das Alsterfleet zum Rathausmarkt. |           |           | Neustadt, Hamburg-Altstadt (53° 33′ 5″ N, 9° 59′ 31″ O)           |
|                                                                   | Schleusendammbrücke Mit dieser Brücke quert die gleichnamige Straße die Dove Elbe bzw. die Dove-Elbe-Schleuse, auf die sich der Name bezieht. | Straße    |           | Neuengamme, Allermöhe (53° 28′ 0″ N, 10° 11′ 24″ O)               |
|                                                                   | Schleusengrabenbrücke Mit dieser Brücke quert die Bergedorfer Straße den Schleusengraben, nach dem die Brücke benannt ist. | Straße    |           | Bergedorf (53° 29′ 17″ N, 10° 12′ 30″ O)                          |
|                                                                   | Schmuggelbrücke Mit dieser Brücke quert der Schmuggelstieg die Tarpenbek. | Fußweg    |           | Langenhorn (53° 40′ 53″ N, 9° 59′ 58″ O)                          |
|                                                                   | Schurzalleebrücke Eine Brücke über den Billekanal. Sie ist nach der Schurzallee benannt, die ihrerseits nach dem US-amerikanischen Publizisten Carl Schurz benannt | Straße    |           | Rothenburgsort (53° 32′ 11″ N, 10° 4′ 2″ O)                       |
|                                                                   | Schwanenwikbrücke Mit dieser Brücke quert die gleichnamige Straße den Mundsburger Kanal am Ostufer der Alster. Die Brücke steht unter Denkmalschutz. | Straße    |           | Uhlenhorst, Hohenfelde (53° 33′ 56″ N, 10° 1′ 1″ O)               |
|                                                                   | Schwarze Brücke führt den Heidenkampsweg über die Bille. Eine von ursprünglich drei (Rote, Blaue und Grüne), heute sechs Billebrücken (Braune, Gelbe und Schwarze Brücke), die zur Orientierung in verschiedenen Farben gestrichen sind. Es ist strittig, ob die Farbwahl den Flussschiffern oder den Arbeitern die Orientierung erleichtern sollte. | Straße    |           | Hammerbrook, Rothenburgsort (53° 32′ 33″ N, 10° 1′ 58″ O)         |
|                                                                   | Seehafenbrücke (S892), eine der wenigen mit 3 Rampen und einer T-Kreuzung auf der Brücke. Sie verbindet den Harburger Hafen mit der Harburger City, indem sie die B 73 und die Niederelbebahn überquert Zusätzlich gibt es eine Fußgängerquerung von der Blohmstraße zur B 73. Die Brücke steht unter Denkmalschutz.                                 | Straße    |           | Harburg, Heimfeld (53° 27′ 53″ N, 9° 58′ 42″ O)                   |
|                                                                   | Sengelmannbrücke Mit dieser Brücke quert die gleichnamige Straße die Alster. | Straße    |           | Alsterdorf, Ohlsdorf (53° 36′ 55″ N, 10° 1′ 5″ O)                 |
|                                                                   | Serrahnbrücke Diese Brücke führt die Alte Holstenstraße über die Bille oberhalb des Serrahn (Bergedorfer Hafen). | Straße    |           | Bergedorf (53° 29′ 22″ N, 10° 12′ 35″ O)                          |
|                                                                   | S(c)hanghaibrücke (S945) Mit dieser Brücke quert die Shanghaiallee den Brooktorhafen in der Hamburg-Hafencity. | Straße    |           | HafenCity (53° 32′ 39″ N, 10° 0′ 6″ O)                            |
|                                                                   | Sierichstraßenbrücke Diese Balkenbrücke führt die Sierichstraße über den Goldbekkanal. | Straße    |           | Winterhude (53° 35′ 0″ N, 10° 0′ 20″ O)                           |
|                                                                   | Singapurbrücke Fußgängerbrücke, die über den Überseering in der City Nord führt. | Fußweg    |           | Winterhude (53° 36′ 18″ N, 10° 1′ 30″ O)                          |
|                                                                   | Skagerrakbrücke Die Skagerrakbrücke führt die Rathenaustraße über den Skagerrakkanal. Die Brücke steht unter Denkmalschutz. | Straße    |           | Alsterdorf (53° 36′ 41″ N, 10° 0′ 32″ O)                          |
|                                                                   | Slamatjenbrücke Mit dieser Brücke quert die Ludwig-Erhardt-Straße das Alsterfleet. Der Name der erstmals im 17. Jahrhundert erwähnten Brücke deutet auf Prostitution hin, denn Slam steht für Dreck oder Schlamm und Matje steht für Mädchen. | Straße    |           | Hamburg-Altstadt, Neustadt (53° 32′ 53″ N, 9° 59′ 6″ O)           |
|                                                                   | Sonnenwegbrücke Mit dieser Brücke quert die gleichnamige Straße die Wandse. | Straße    |           | Tonndorf (53° 35′ 34″ N, 10° 7′ 20″ O)                            |
|                                                                   | Speckenwegbrücke Mit dieser Brücke quert die gleichnamige Straße die Bundesautobahn 25. | Straße    |           | Bergedorf (53° 28′ 10″ N, 10° 15′ 36″ O)                          |
|                                                                   | Spreehafenbrücke Durch diese Brücke am Spreehafen sind die Klütjenfelder Straße und der Klütjenfelder Hauptdeich verbunden. | Straße    |           | Kleiner Grasbrook (53° 31′ 26″ N, 9° 58′ 59″ O)                   |
|                                                                   | St. Annenbrücke Mit dieser Brücke quert die gleichnamige Straße das Wandrahmfleet. | Straße    | 1885      | HafenCity (53° 32′ 41″ N, 9° 59′ 51″ O)                           |
|                                                                   | St. Pauli-Landungsbrücken Die Brücken stehen unter Denkmalschutz. | Anleger   |           | St. Pauli (53° 32′ 43″ N, 9° 58′ 5″ O)                            |
|                                                                   | Stadthallenbrücke (S912) Die Stadthallenbrücke wurde zwischen 1914 und 1916 unter dem Hamburger Oberbaudirektor Fritz Schumacher errichtet und nach der Stadthalle benannt, die 1952 abgerissen wurde. | Straße    |           | Winterhude (53° 35′ 30″ N, 10° 1′ 53″ O)                          |
|                                                                   | Stadthausbrücke Diese Brücke, in deren Nähe es auch eine gleichnamige S-Bahn-Station gibt, verbindet die Hamburger Altstadt mit der Hamburger Neustadt. | Straße    |           | Neustadt (53° 33′ 2″ N, 9° 59′ 9″ O)                              |
|                                                                   | Steintorbrücke Die Brücke ist nach einem Stadttor benannt, das in der Nähe stand. Sie führt beim Hauptbahnhof über die Gleise der Fern- und S-Bahn. | Straße    |           | St. Georg (53° 33′ 7″ N, 10° 0′ 26″ O)                            |
|                                                                   | Sternbrücke führt diagonal über die Straßenkreuzung Max-Brauer-Allee/Stresemannstraße; als Eisenbahnbrücke nicht im Straßenverzeichnis aufgeführt. | Eisenbahn | 1873      | Altona-Altstadt, Sternschanze (53° 33′ 41″ N, 9° 57′ 18″ O)       |
|                                                                   | Stichkanalbrücke Die Brücke quert zwischen dem U-Bahnhof Saarlandstraße und dem U- und S-Bahnhof Barmbek den Stichkanal. | Straße    |           | Barmbek-Nord (53° 35′ 16″ N, 10° 2′ 7″ O)                         |
|                                                                   | Stoltenbrücke (S711) Die Brücke ist nach der Stoltenstraße benannt, die hier die Bundesautobahn 24 quert. | Straße    |           | Marienthal (53° 33′ 49″ N, 10° 5′ 41″ O)                          |
|                                                                   | Streekbrücke Ein Streek steht im Plattdeutschen für einen Strich, eine Linie, eine Reihe oder – wie in diesem Fall – einen Abschnitt. | Straße    |           | Harvestehude, Winterhude (53° 35′ 1″ N, 9° 59′ 43″ O)             |
|                                                                   | Süderstraßenbrücke Mit dieser Brücke quert die gleichnamige Straße das Hochwasserbassin in Hammerbrook. | Straße    |           | Hammerbrook (53° 32′ 44″ N, 10° 1′ 54″ O)                         |

## T
| Foto | Name, Kurzbeschreibung | Nutzung | (Erst)Bau | Stadtteil, Lage                                               |
| ---- | --- | ------- | --------- | ------------------------------------------------------------- |
|      | Tannenwegbrücke Der Name dieser Brücke erinnert an einen Tannenwald, der sich an dieser Stelle befand. Die Brücke überquert die U-Bahngleise.                                                             | Straße  |           | Langenhorn (53° 38′ 50″ N, 10° 1′ 2″ O)                       |
|      | Tarpenbrücke Die Brücke quert die Tarpenbek und liegt zur Hälfte in Norderstedt. | Straße  |           | Langenhorn (53° 39′ 58″ N, 9° 59′ 28″ O)                      |
|      | Tatenberger Brücke Die Tatenberger Brücke verbindet Moorfleet mit Tatenberg. Hier quert der Tatenberger Weg die Dove Elbe.                                                                                | Straße  |           | Moorfleet, Tatenberg (53° 29′ 57″ N, 10° 4′ 42″ O)            |
|      | Tidekanalbrücke Diese Brücke ist nach dem Tidekanal benannt, über den sie die Moorfleeter Straße führt.                                                                                                   | Straße  |           | Billbrook (53° 31′ 42″ N, 10° 5′ 38″ O)                       |
|      | Tiefstacker Brücke Diese Brücke ist nach dem Tiefstackkanal benannt, über den sie die Ausschläger Alle führt.                                                                                             | Straße  |           | Billbrook, Rothenburgsort (53° 31′ 44″ N, 10° 4′ 5″ O)        |
|      | Timmerlohbrücke Diese Brücke ist nach Eigenheiten der Umgebung benannt. „Timme“ bedeutet „spitz“ und das Wort „Loh“ bezeichnet einen Wald.                                                                | Fußweg  |           | Langenhorn (53° 39′ 28″ N, 10° 0′ 59″ O)                      |
|      | Timmermannbrücke Mit dieser Brücke quert der Schleusenredder die Alster. Sie ist nach einer Familie benannt, deren Angehörige von 1882 bis 1932 den Vorsitz in der Gemeinde Wohldorf-Ohlstedt innehatten. | Straße  |           | Duvenstedt, Wohldorf-Ohlstedt (53° 42′ 17″ N, 10° 7′ 5″ O)    |
|      | Torontobrücke Mit dieser Brücke überquert der Manilaweg den Jahnring. Die Brücken in der City Nord sind nach überseeischen Handelszentren benannt.                                                        | Fußweg  |           | Winterhude (53° 36′ 2″ N, 10° 1′ 20″ O)                       |
|      | Travehafenbrücke Die über die Brücke führende Straße ist nach dem Hafen benannt, der seinerseits nach dem schleswig-holsteinischen Fluss Trave benannt wurde.                                             | Straße  |           | Steinwerder (53° 31′ 11″ N, 9° 57′ 51″ O)                     |
|      | Triftwegbrücke Die Brücke ist nach dem Duvenstedter Triftweg benannt. Sie quert mit dieser Straße die Alster.                                                                                             | Straße  |           | Duvenstedt, Wohldorf-Ohlstedt (53° 42′ 25″ N, 10° 7′ 6″ O)    |
|      | Trostbrücke (T175) Die Brücke überspannt das Nikolaifleet. Erstmals namentlich erwähnt wird sie 1266. Die Brücke steht unter Denkmalschutz.                                                               | Straße  |           | Hamburg-Altstadt (53° 32′ 53″ N, 9° 59′ 32″ O)                |
|      | Twietenkoppelbrücke Die Brücke quert mit der gleichnamigen Straße die Alster. Die hier ursprünglich stehende Brücke wurde 1967 abgerissen und gegen eine moderne Stahlbeton-Fußgängerbrücke ersetzt.      | Straße  |           | Lemsahl-Mellingstedt, Bergstedt (53° 40′ 31″ N, 10° 6′ 24″ O) |

## U
| Foto | Name, Kurzbeschreibung | Nutzung | (Erst)Bau | Stadtteil, Lage                        |
| ---- | --- | ------- | --------- | -------------------------------------- |
|      | Überseebrücke Bei der Überseebrücke handelt es sich um eine Hafenanlage mit überdachter Fußgängerbrücke, die im Hamburger Hafen vom Vorsetzen zu einem Ponton im Niederhafen führt. | Anleger | 1929      | Neustadt (53° 32′ 36″ N, 9° 58′ 40″ O) |

## V
| Foto | Name, Kurzbeschreibung | Nutzung | (Erst)Bau | Stadtteil, Lage                                    |
| ---- | --- | ------- | --------- | -------------------------------------------------- |
|      | Veddelkanalbrücke Eine Stahlbogenbrücke, die den Veddelkanal beim Klütjenfelder Hafen überquert. Die Brücke steht unter Denkmalschutz.                                                    | Straße  | 1903      | Kleiner Grasbrook (53° 31′ 31″ N, 9° 58′ 56″ O)    |
|      | Vierländer Brücke (V136) Mit der Vierländer Brücke überquert die Straße Curslacker Neuer Deich die A 25 südlich von Bergedorf.                                                            | Straße  | 1979      | Bergedorf, Curslack (53° 28′ 31″ N, 10° 12′ 20″ O) |
|      | Vogelhüttendeichbrücke Mit der Vogelhüttendeichbrücke quert die gleichnamige Straße in Wilhelmsburg den Reiherstieger Wettern.                                                            | Straße  | 1949      | Wilhelmsburg (53° 31′ 8″ N, 9° 58′ 55″ O)          |
|      | Von-Essen-Straßenbrücke Mit der Von-Essen-Straßenbrücke quert die gleichnamige Von-Essen-Straße im Hamburger Stadtteil Barmbek-Süd den Eilbekkanal. Die Brücke steht unter Denkmalschutz. | Straße  | 1904      | Barmbek-Süd (53° 34′ 19″ N, 10° 2′ 39″ O)          |

## W
| Foto                | Name, Kurzbeschreibung | Nutzung | (Erst)Bau | Stadtteil, Lage                                             |
| ------------------- | --- | ------- | --------- | ----------------------------------------------------------- |
|                     | Wagnerstraßenbrücke Mit dieser Brücke quert die gleichnamige Straße den Eilbekkanal. In ihrer heutigen Form 1915 errichtet und 2002/3 grundsaniert. | Straße  | 1904/1915 | Barmbek-Süd (53° 34′ 15″ N, 10° 2′ 24″ O)                   |
|                     | Wallstraßenbrücke Die Brücke wurde 1958 errichtet und nach der Wallstraße benannt. Beide erinnern an die ehemalige Stadtbefestigung, die einst den Stadtteil St. Georg schützte. | Straße  | um 1905   | Hamburg-Borgfelde, Hohenfelde (53° 33′ 23″ N, 10° 1′ 36″ O) |
|                     | Walter-Dudek-Brücke (W481) Walter Dudek war zwischen 1925 und 1933 Bürgermeister von Harburg und nach dem Krieg Hamburger Senator. Die nach ihm benannte Brücke führt in Nähe des Harburger Bahnhofs über die Gleise von Fern- und S-Bahn.                                              | Straße  | 1985      | Harburg (53° 27′ 27″ N, 9° 59′ 29″ O)                       |
| Waltershofer Brücke | Waltershofer Brücke Die Brücke trennt den Waltershofer Hafen vom Rugenberger Hafen. Die Gegend, die auch dem Hafen und der Brücke den Namen gab, ist möglicherweise nach dem Hamburger Senator Walter Beckhoff (1648–1727) benannt.                                                     | Straße  | 1911      | Waltershof (53° 31′ 29″ N, 9° 55′ 41″ O)                    |
|                     | Wandbereiterbrücke Eine Brücke auf der Kehrwiederhalbinsel. Hier befanden sich textilherstellende Gewerke, die 1560–1567 aufgrund des Platzbedarfs auf dem Grasbrook angesiedelt wurden. Auch die nahe Wandrahmsfleetbrücke nimmt darauf Bezug, denn Wand leitet sich von Gewandung ab. | Straße  | 1903      | HafenCity (53° 32′ 43″ N, 9° 59′ 50″ O)                     |
|                     | Wandrahmsfleetbrücke Eine Brücke auf der Kehrwiederhalbinsel. Hier befanden sich textilherstellende Gewerke, die 1560–1567 aufgrund des Platzbedarfs auf dem Grasbrook angesiedelt wurden. Auch die nahe Wandbereiterbrücke nimmt darauf Bezug, denn Wand leitet sich von Gewandung ab. | Straße  | 1900      | HafenCity (53° 32′ 44″ N, 9° 59′ 58″ O)                     |
|                     | Wandrahmsteg Die Balkenbrücke überquert den Zollkanal. Die Brücke steht unter Denkmalschutz. | Fußweg  | 1962      | Hamburg-Altstadt, HafenCity (53° 32′ 49″ N, 10° 0′ 8″ O)    |
|                     | Wandsbeker Alleebrücke Mit dieser Brücke quert die gleichnamige Straße die Wandse. | Straße  | 1960      | Wandsbek (53° 34′ 33″ N, 10° 4′ 12″ O)                      |
|                     | Wandsbeker Chausseebrücke Die Brücke führt die Wandsbeker Chaussee über die Gleise der S-Bahn und Güterumgehungsbahn, auf ihr befindet sich zugleich der einzige Zugang zur gleichnamigen S-Bahn-Station.                                                                               | Straße  | vor 1905  | Eilbek, Marienthal (53° 34′ 13″ N, 10° 3′ 35″ O)            |
|                     | Wartenaubrücke Die Brücke quert den Eilbekkanal östlich des Kuhmühlenteich. Die Brücke steht unter Denkmalschutz. | Straße  | 1904      | Uhlenhorst, Hohenfelde (53° 34′ 0″ N, 10° 1′ 54″ O)         |
|                     | Wendemuthstraßenbrücke Straßenbrücke über die die Wendenmuthstraße die Wandse quert. | Straße  | um 1864   | Wandsbek (53° 34′ 35″ N, 10° 4′ 23″ O)                      |
|                     | Wendenbrücke Die Wendenbrücke führt die gleichnamige Straße über das Hochwasserbassin. | Straße  | 1930      | Hammerbrook (53° 32′ 53″ N, 10° 1′ 47″ O)                   |
|                     | Werftbrücke Die im Jahre 1899 errichtete Werftbrücke wurde im Jahr 1999 erneuert. Sie führt den Leinpfad unmittelbar an der Alster über den Leinpfadkanal. | Straße  |           | Winterhude (53° 35′ 7″ N, 9° 59′ 47″ O)                     |
|                     | Wiesenbrücke Ursprünglich gab es in dieser Gegend nur Wiesen, daher die Benennung. Die Brücke führt die Brabandstraße über den Brabandkanal. | Straße  | 1922      | Alsterdorf (53° 36′ 56″ N, 10° 0′ 59″ O)                    |
|                     | Wiesendammbrücke Mit dieser Brücke quert die gleichnamige Straße den Goldbekkanal. | Straße  | 1928      | Winterhude (53° 35′ 22″ N, 10° 1′ 13″ O)                    |
|                     | Wilhelm-Grimm-Straßenbrücke Wilhelm Grimm (um 1890) war ein Großgrundbesitzer in Rahlstedt. In Anlehnung an die nach ihm benannte Straße erhielt diese Brücke ihren Namen. | Straße  | 1911      | Rahlstedt (53° 36′ 3″ N, 10° 9′ 19″ O)                      |
|                     | Wilhelminenbrücke Die Brücke ist nach dem früheren „Wilhelminenplatz“ benannt. Sie quert das Kehrwiederfleet nahe der Kehrwiederspitze. | Straße  | 1976      | HafenCity (53° 32′ 35″ N, 9° 59′ 1″ O)                      |
|                     | Wilhelmsburger Brücke (W483) Beim S-Bahnhof Veddel-Ballinstadt quert diese Brücke den Müggenburger Zollhafen. | Straße  | 1907      | Veddel (53° 31′ 19″ N, 10° 0′ 54″ O)                        |
|                     | Winsener Brücke Eine Brücke über den Seevekanal im Zuge der Hannoverschen Straße. Sie ist nach der Winsener Straße benannt, die von Harburg nach Winsen führt. | Straße  | 1956      | Harburg (53° 27′ 13″ N, 9° 59′ 30″ O)                       |
|                     | Winterhuder Brücke Die stählerne Bogenbrücke führt über die Alster. Die Brücke steht unter Denkmalschutz. | Straße  | 1904      | Eppendorf, Winterhude (53° 35′ 35″ N, 9° 59′ 37″ O)         |
|                     | Wöhlerbrücke Die Brücke ist nach der Wöhlerstraße benannt, die mit ihr den Billbrookkanal überquert. | Straße  | 1924      | Billbrook (53° 32′ 1″ N, 10° 4′ 54″ O)                      |
|                     | Wolffsonbrücke Die Straße ist nach dem Wolffsonweg benannt. Mit dieser überquert sie den Skagerrakkanal. | Fußweg  | 1947      | Alsterdorf (53° 36′ 32″ N, 10° 0′ 2″ O)                     |
|                     | Wördenmoorbrücke Zwischen den U-Bahnhöfen Langenhorner Markt und Langenhorn-Nord quert diese Brücke die U-Bahngleise. | Straße  | 1960      | Langenhorn (53° 39′ 17″ N, 10° 1′ 0″ O)                     |
|                     | Wulffsbrücke (W410) Die Wulffsbrücke quert die Gose Elbe zwischen der Heinrich-Osterath-Straße und dem Reitbrooker Hinterdeich. | Straße  | 1929      | Kirchwerder, Reitbrook (53° 27′ 38″ N, 10° 8′ 18″ O)        |

## Z
| Foto | Name, Kurzbeschreibung | Nutzung                 | (Erst)Bau | Stadtteil, Lage                                              |
| ---- | --- | ----------------------- | --------- | ------------------------------------------------------------ |
|      | Die Zitadellenbrücke ist eine Drehbrücke, die über den Lotsenkanal im Harburger Hafen führt. | Fußgänger und Radfahrer | 2016      | Hamburg-Harburg (53° 28′ 2″ N, 9° 59′ 7″ O)                  |
|      | Zollenbrücke (Z044) Die Brücke führt über das ehemalige Grönigerstraßenfleet neben dem Nikolaifleet. Ein Vorgängerbau wurde erstmals 1355 erwähnt. Die Brücke steht seit 1954 unter Denkmalschutz.                                                            | Straße                  | 1355      | Hamburg-Altstadt (53° 32′ 52″ N, 9° 59′ 37″ O)               |
|      | Zweite Amsinckbrücke Die Brücke führt die gleichnamige Straße über den Mittelkanal. Die Amsinckstraße ist nach dem Hamburger Senatssyndikus Wilhelm Amsinck benannt.                                                                                          | Straße                  | 1930      | Hammerbrook (53° 32′ 43″ N, 10° 1′ 0″ O)                     |
|      | Zweite Ausschläger Brücke Diese Brücke führt die gleichnamige Straße über den Südkanal und steht unter Denkmalschutz. | Straße                  | 1930      | Hammerbrook (53° 32′ 54″ N, 10° 2′ 16″ O)                    |
|      | Zweite Borstelmannbrücke Mit dieser Brücke quert der Borstelmannsweg, benannt nach einem lokalen Grundeigentümer, den Südkanal. | Straße                  | 1930      | Hamm (53° 32′ 55″ N, 10° 3′ 5″ O)                            |
|      | Zweite Diagonalbrücke Die Zweite Diagonalbrücke führt die Diagonalstraße über den Rückerskanal in Hamm-Süd. | Straße                  | 1930      | Hamm (53° 32′ 53″ N, 10° 3′ 39″ O)                           |
|      | Zweite Grevenbrücke Der Name der Brücke geht auf den Straßennamen Grevenweg zurück. Die Bezeichnung „Greven“ deutet auf die ehemaligen Eigentümer, die Grafen von Holstein zurück.                                                                            | Straße                  | 1930      | Hammerbrook, Hamm (53° 32′ 57″ N, 10° 2′ 35″ O)              |
|      | Zweite Hammerbrookbrücke Die Brücke führt in Nähe der S-Bahn-Station Hammerbrook über den Mittelkanal. | Straße                  | 1930      | Hammerbrook (53° 32′ 50″ N, 10° 1′ 24″ O)                    |
|      | Zweite Heidenkampbrücke Mit dieser Brücke quert der Heidenkampsweg den Mittelkanal zwischen Süderstraße und Wendenstraße. Die Erste Heidenkampbrücke gibt es nicht mehr. Sie führte über den nach dem Krieg zugeschütteten Nordkanal (jetzt Nordkanalstraße). | Straße                  | 1930      | Hammerbrook (53° 32′ 55″ N, 10° 1′ 41″ O)                    |
|      | Zweite Luisenbrücke Eine Brücke zwischen Sorbenstraße und Süderstraße, die im Stadtteil Hamm über den Südkanal führt. Die Brücke ist nach dem Luisenweg benannt.                                                                                              | Straße                  | 1930      | Hamm (53° 32′ 56″ N, 10° 2′ 47″ O)                           |
|      | Zweite Nagelsbrücke Die Brücke ist nach dem Nagelsweg benannt, mit dem sie den Mittelkanal überquert. | Straße                  | 1930      | Hammerbrook (53° 32′ 47″ N, 10° 1′ 12″ O)                    |
|      | Zweite Osterbrookbrücke überquert mit der Straße Osterbrook zwischen Wendenstraße und Süderstraße den Südkanal. Ehemals eine Straßenbrücke, nach dem Krieg nur als reine Fußgängerbrücke wieder aufgebaut.                                                    | Fuß- und Radweg         |           | Hamm (53° 32′ 53″ N, 10° 3′ 18″ O)                           |
|      | Zweite Peuter Brücke Die Brücke ist nach dem Peutekanal benannt, den sie mit der Hovestraße überquert. Es ist die südliche der beiden Peuter Brücken. | Straße                  | 1914      | Veddel (53° 31′ 25″ N, 10° 1′ 41″ O)                         |
|      | Zweite Querkanalbrücke ist die östliche der beiden Querkanalbrücken und quert den gleichnamigen Kanal im Verlauf des Worthdamms. | Straße, Eisenbahn       | 1893      | Kleiner Grasbrook, Steinwerder (53° 31′ 57″ N, 9° 58′ 55″ O) |
|      | Zweite Rugenberger Schleusenbrücke führte über die mittlerweile zugeschüttete südliche Schleusenkammer | Straße, Eisenbahn       | 1913      | Waltershof (53° 31′ 23″ N, 9° 56′ 4″ O)                      |